# Henri II (roi d'Angleterre)
Henri II Plantagenêt
Vous lisez un « bon article » labellisé en 2015.
Pour les articles homonymes, voir Henri, Henri d'Angleterre et Henri II.
Henri II (5 mars 1133 – 6 juillet 1189) fut comte d'Anjou et du Maine, duc de Normandie et d'Aquitaine et roi d'Angleterre.
Fils de Geoffroy V d'Anjou et de Mathilde l'Emperesse, fille du roi d'Angleterre Henri Ier Beauclerc, il participa aux efforts de sa mère pour reprendre le trône d'Angleterre occupé par Étienne de Blois, cousin de sa mère et neveu de son grand-père Henri Ier. Fait duc de Normandie à 17 ans, il hérita du comté d'Anjou en 1151 et épousa l'année suivante la duchesse Aliénor d'Aquitaine, dont le mariage avec le roi Louis VII de France avait récemment été annulé par le second concile de Beaugency. Après l'expédition d'Henri en Angleterre en 1153, le roi Étienne signa le traité de Wallingford par lequel il acceptait Henri comme héritier. Ce dernier monta sur le trône un an plus tard.
Henri II se révéla un souverain énergique et parfois brutal, qui chercha à récupérer les terres et les privilèges de son grand-père, Henri. Au début de son règne, il restaura l'administration royale dévastée par la guerre civile et rétablit l'autorité de la Couronne sur le pays de Galles et ses possessions continentales. Sa volonté d'accroître le contrôle royal de l'Église lui valut l'opposition de son ami Thomas Becket, l'archevêque de Cantorbéry, et la dispute qui dura une grande partie des années 1160 se solda par l'assassinat de l'ecclésiastique en 1170. Sur le continent, Henri II entra en conflit avec Louis VII et les deux souverains s'affrontèrent dans ce qui a été qualifié de « guerre froide » pendant plusieurs décennies. Henri II agrandit ses possessions continentales souvent aux dépens du roi de France et en 1172, il contrôlait l'Angleterre, une grande partie du pays de Galles, la moitié orientale de l'Irlande et la moitié occidentale de la France ; ces territoires ont été qualifiés d'« Empire Plantagenêt » par les historiens.
Henri II et Aliénor eurent neuf enfants, ce qui provoqua de fortes tensions sur la succession et le partage de l'Empire, des frictions encouragées par Louis VII et son fils Philippe Auguste. En 1173, le fils aîné d'Henri II, Henri le Jeune organisa un soulèvement pour protester contre sa mise à l'écart du gouvernement et il fut rejoint par sa mère et ses frères Richard et Geoffroy ainsi que par les comtes de Flandre et de Boulogne. Cette Grande Révolte fut écrasée mais la réconciliation ne dura pas longtemps et Henri le Jeune mourut après une nouvelle révolte en 1183. L'invasion de l'Irlande permit à Henri II d'offrir des terres à son fils cadet Jean mais le roi avait du mal à satisfaire les désirs de pouvoir de tous ses fils. Philippe Auguste parvint à convaincre Richard qu'il risquait d'être évincé de la succession au profit de Jean et il se révolta en 1189. Henri II fut vaincu, et mourut peu après au château de Chinon d'une hémorragie digestive provoquée par un ulcère.
L'Empire Plantagenêt s'effondra rapidement sous le règne de Jean dans les premières années du XIIIe siècle, mais les réformes d'Henri II eurent une influence durable notamment dans le domaine juridique et la définition du droit anglais. Les historiens du XVIIIe siècle considéraient qu'il avait largement contribué à la création d'une monarchie anglaise et finalement, d'une Grande-Bretagne unifiée. L'expansion de l'Empire britannique durant l'époque victorienne entraîna un regain d'intérêt pour la création de l'Empire Plantagenêt, même si le traitement infligé par le roi à ses fils et à Becket a fait l'objet de débats.

## Jeunesse (1133-1149)

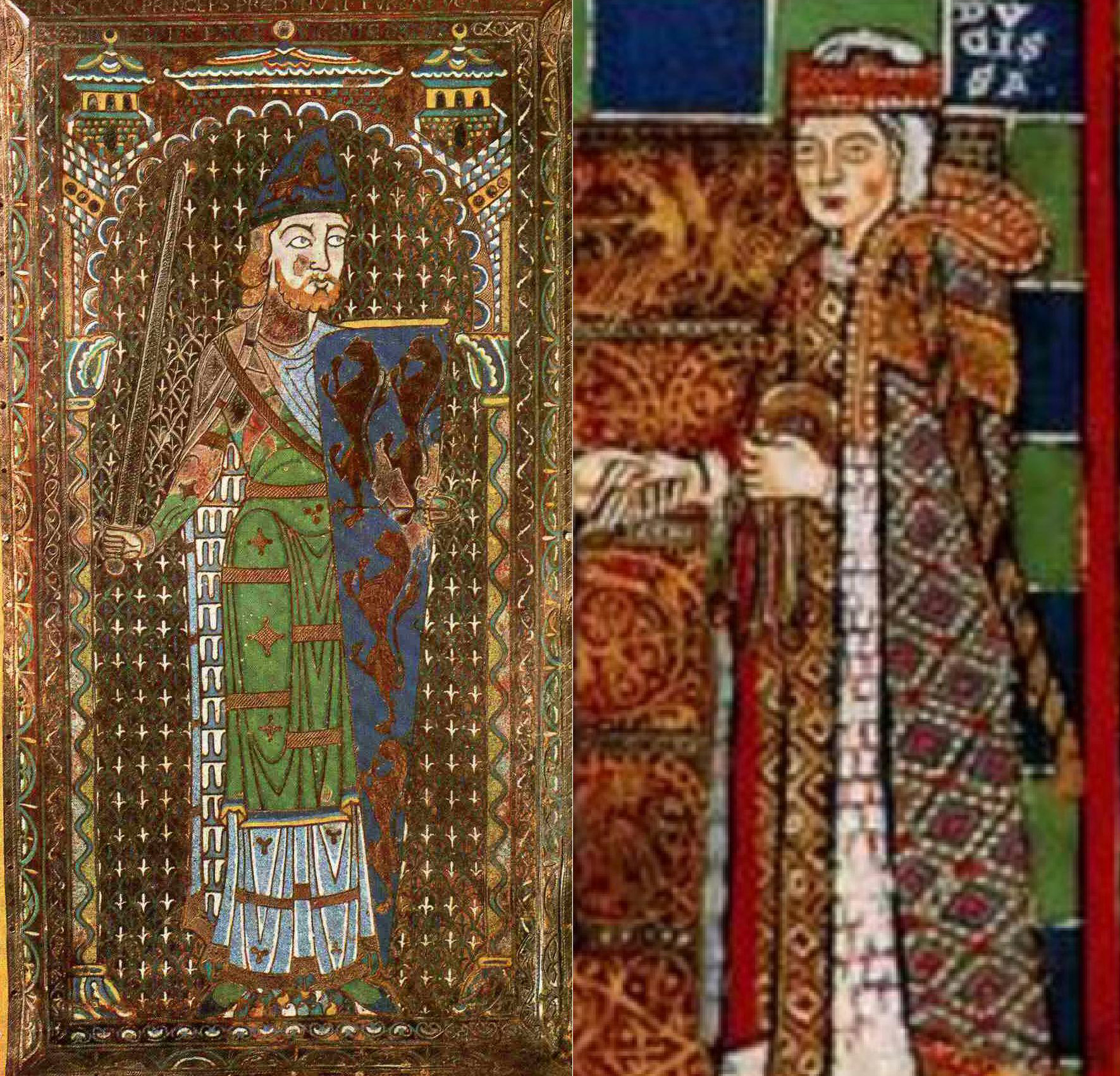
Portraits des parents d'Henri : Geoffroy V d'Anjou (à gauche, sur l'émail Plantegenêt, Carré Plantagenêt, Le Mans) et Mathilde l'Emperesse (à droite, extrait d'une miniature de l'évangéliaire d'Henri le Lion).

Henri est né au Mans le 5 mars 1133 ; il est le premier fils du comte Geoffroy V d'Anjou et de Mathilde l'Emperesse, ainsi nommée en raison de sa première union avec l'empereur Henri V du Saint-Empire. Le comté d'Anjou avait été créé au Xe siècle et les souverains Plantagenêt avaient étendu leurs possessions via des mariages et des alliances,. En théorie, le comte était le vassal du roi de France, mais l'influence royale s'affaiblit au XIe siècle et le comté disposait d'une large autonomie.
La mère d'Henri était la fille aînée de Henri Ier, roi d'Angleterre et duc de Normandie, et fils cadet de Guillaume le Conquérant. Mathilde fut fiancée très jeune à Henri V et, après sa mort en 1125, elle se remaria avec Geoffroy V. À la suite du décès d'Henri Ier en 1135, elle espérait pouvoir monter sur le trône d'Angleterre, conformément à la volonté d'Henri Ier. La reconnaissance d'une femme à la royauté n'était toutefois pas assurée, et ce fut finalement son cousin Étienne de Blois qui s'empara du pouvoir, se faisant couronner roi et reconnaître comme duc de Normandie. La dispute dégénéra rapidement en conflit ouvert entre les deux camps ; Geoffroy V profita du désordre pour s'emparer du duché de Normandie mais il laissa la gestion de la querelle anglaise à Mathilde et à son demi-frère, le comte Robert de Gloucester. Le conflit, qui fut appelé Anarchie anglaise par les historiens victoriens, se prolongea sans qu'aucun camp ne parvienne à prendre l'ascendant.
Henri passa probablement une partie de son enfance avec sa mère qu'il accompagna en Normandie à la fin des années 1130. Vers l'âge de sept ans, il fut éduqué par Pierre de Saintes, un célèbre philologue d'Anjou, et surtout par le comte de Gloucester, un homme d'une « admirable sagesse » selon la Gesta Stephani (en). Fin 1142, Geoffroy V décida d'envoyer le garçon, âgé de 9 ans, et Robert de Gloucester à Bristol, un de ses bastions contre le pouvoir d'Étienne. Bien que confier ses enfants à des proches fût courant pour l'époque, envoyer Henri en Angleterre était une manœuvre politique car Geoffroy V était critiqué pour son refus de participer à la guerre sur l'île. Pendant environ un an, Henri vécut avec Roger de Worcester, l'un des fils de Robert, dont la suite était connue pour son érudition,. Les chanoines de l'abbaye Saint-Augustin de Bristol participèrent également à son éducation. Henri rentra en Anjou en 1143 ou 1144. Revenu en Normandie il reçoit les leçons de Matthieu, futur évêque d'Angers, et du célèbre philosophe et grammairien Guillaume de Conches,,.
En 1147, âgé de 14 ans, il recruta des mercenaires et traversa la Manche avant d'attaquer le Wiltshire. Même si l'offensive provoqua une grande panique, l'expédition fut un échec et Henri, à court d'argent, fut contraint de rentrer en Normandie. Ni sa mère, ni son oncle ne lui apportaient leur soutien, ce qui signifie qu'il n'avait pas obtenu leur approbation pour cette attaque. Étonnamment, ce fut le roi Étienne qui paya la solde des mercenaires et les renvoya chez eux, permettant à l'adolescent de se sortir de cette affaire avec dignité. Les motivations du roi ne sont pas claires ; il s'agissait peut-être d'une marque de respect à un membre de sa famille élargie voire d'une sorte d'amusement ou, voyant que l'issue de la guerre ne pourrait être que diplomatique, Étienne aurait cherché à se rapprocher d'Henri,. En 1149, ce dernier planifia néanmoins une nouvelle expédition et s'allia avec son grand-oncle, le roi d'Écosse David Ier d'Écosse, ainsi qu'avec Ranulph de Chester, un puissant noble qui contrôlait une grande partie du Nord-Ouest de l'Angleterre,. Il fut décidé que l'offensive viserait York, mais celle-ci fut annulée après l'arrivée de l'armée d'Étienne et Henri retourna en Normandie,.
Selon les chroniqueurs, Henri était un jeune homme séduisant aux cheveux roux avec des taches de rousseurs ; il était trapu avec une grosse tête et les jambes arquées à force de monter à cheval,,. Moins réservé que sa mère et moins charmant que son père, Henri était connu pour son énergie et son enthousiasme ainsi que pour son regard perçant, ses redoutables accès de colère et, en certaines occasions, un mutisme renfrogné,,,. Fin lettré, Henri a reçu une éducation très au dessus de la moyenne des aristocrates de l'époque. Il comprenait plusieurs langues, y compris l'anglais, mais n'utilisait que le latin et le français,,,, d'oïl. Le chroniqueur Gautier Map (De nugis curialum) écrivait de lui, non sans une certaine exagération, qu'il avait « une connaissance de toutes les langues parlées de la mer française au Jourdain »,. Dans sa jeunesse, Henri appréciait la guerre, la chasse et les autres loisirs aventureux mais au fil des années, il devint plus prudent et consacra son énergie à la justice et aux questions administratives.
Il fut probablement le premier roi d'Angleterre à utiliser un symbole héraldique, un écu à deux léopards; par la suite, ce dessin fut repris pour former les armoiries de Normandie et d'Angleterre.

## Début de règne (1150-1162)

### Succession en Normandie et en Anjou

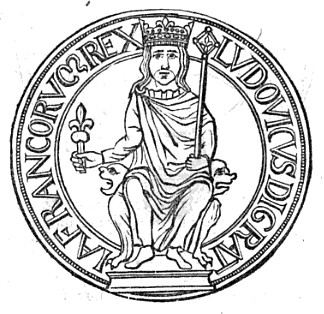
Reproduction du XVIIIe siècle du sceau du roi Louis VII de France.

À la fin des années 1140, la situation politique en Angleterre s'était apaisée et les combats étaient devenus rares. Beaucoup de barons avaient signé des accords de paix entre eux pour garantir leurs gains, et l'Église d'Angleterre semblait prête à encourager une résolution pacifique de la guerre civile,. Quand le roi Louis VII de France revint de la deuxième croisade en 1149, il s'inquiéta du pouvoir grandissant de Geoffroy V et de la menace qu'il pourrait poser à ses possessions s'il parvenait à obtenir la couronne d'Angleterre,. En 1150, Henri fut désigné duc de Normandie par son père qui s'était emparé du duché. Louis VII s'y opposa, prenant le parti du roi Étienne en affirmant que son fils, Eustache, était l'héritier légitime du duché. Il lança alors l'offensive contre la Normandie,. Face à une puissance supérieure, Geoffroy V conseilla à son fils de parvenir à un accord : la paix fut signée fin août 1151 grâce à la médiation de Bernard de Clairvaux. Selon le traité, Henri rendait hommage à Louis VII qu'il acceptait comme suzerain et lui cédait le territoire disputé et fortement stratégique du Vexin ; en échange, le roi de France le reconnaissait comme duc de Normandie. Début septembre 1151, à l'occasion de cet hommage, Henri, âgé de dix-huit ans, rencontre pour la première fois la reine Aliénor, à la cour de France où il est venu accompagné de son père, Geoffroy le Bel.
Geoffroy V mourut le 7 septembre 1151, et Henri annula son expédition en Angleterre contre le roi Étienne afin de sécuriser sa succession sur le continent, notamment en Anjou. À cette époque, il planifiait probablement secrètement son mariage avec Aliénor d'Aquitaine qui était alors l'épouse de Louis VII. Célèbre pour sa beauté, cette dernière était duchesse d'Aquitaine, une position stratégique. Peu heureux, le mariage n'aboutissait à aucun héritier mâle. La seconde croisade, après l'incident d'Antioche, eut raison du couple. Le pape Eugène III réussit à les réconcilier provisoirement, lors de leur passage à Tusculum, les 9 et 10 octobre 1149. Ce qui permit la naissance d'une seconde fille, Alix, en 1150. Cependant, l'annulation du mariage fut prononcée lors du concile de Beaugency, le 21 mars 1152, au motif de consanguinité (descendants du roi Robert II de France, les époux étaient cousins au 4e, 5e et 6e degrés canoniques — ce qui en faisait un simple prétexte).
Dès la fin du concile, Aliénor se hâte vers Poitiers et manque d’être enlevée deux fois en route par des nobles qui convoitent la main du plus beau parti de France : le comte Thibaut V de Blois et Geoffroy Plantagenêt. Elle échange quelques courriers secrets avec Henri, et le 18 mai 1152, huit semaines après l'annulation de son premier mariage, elle épouse, à la surprise générale, en la cathédrale Saint-Pierre de Poitiers, ce jeune homme fougueux, d'une dizaine d'années son cadet et qui a le même degré de parenté avec elle que Louis VII.
Comprenant la menace de cette alliance entre le duché de Normandie et celui d'Aquitaine, Louis VII considéra que cette union était une insulte qui allait à l'encontre des traditions féodales : Aliénor et Henri, en tant que vassaux, auraient dû demander son autorisation,,. Louis VII forma rapidement une coalition contre le duc de Normandie avec notamment Étienne d'Angleterre et son fils Eustache, ainsi que son futur gendre, Henri Ier de Champagne. L'alliance fut également rejointe par le jeune frère d'Henri, Geoffroy, qui s'efforça de soulever l'Anjou, arguant du fait qu'il avait été dépossédé de son héritage. Il entendait bien revendiquer Chinon, mais aussi Loudun et Mirebeau, enclaves angevines en Poitou. Les plans de Geoffroy V concernant sa succession étaient ambigus et la légitimité des revendications de son fils sont difficiles à évaluer.
Les combats éclatèrent immédiatement sur les frontières normandes, tandis que les forces de Louis VII attaquaient l'Aquitaine. En Angleterre, Étienne assiégea le château de Wallingford avec l'objectif de vaincre les forces loyales à Henri alors que ce dernier était occupé sur le continent,. Évitant habilement l'affrontement avec Louis VII en Aquitaine, Henri parvint à stabiliser la situation en Normandie et pilla le Vexin avant de s'emparer de Montsoreau l'un des principaux châteaux de Geoffroy en Anjou,. Le roi de France tomba malade et se retira de la guerre, ce qui obligea Geoffroy à négocier avec son frère.

### Accession au trône d'Angleterre

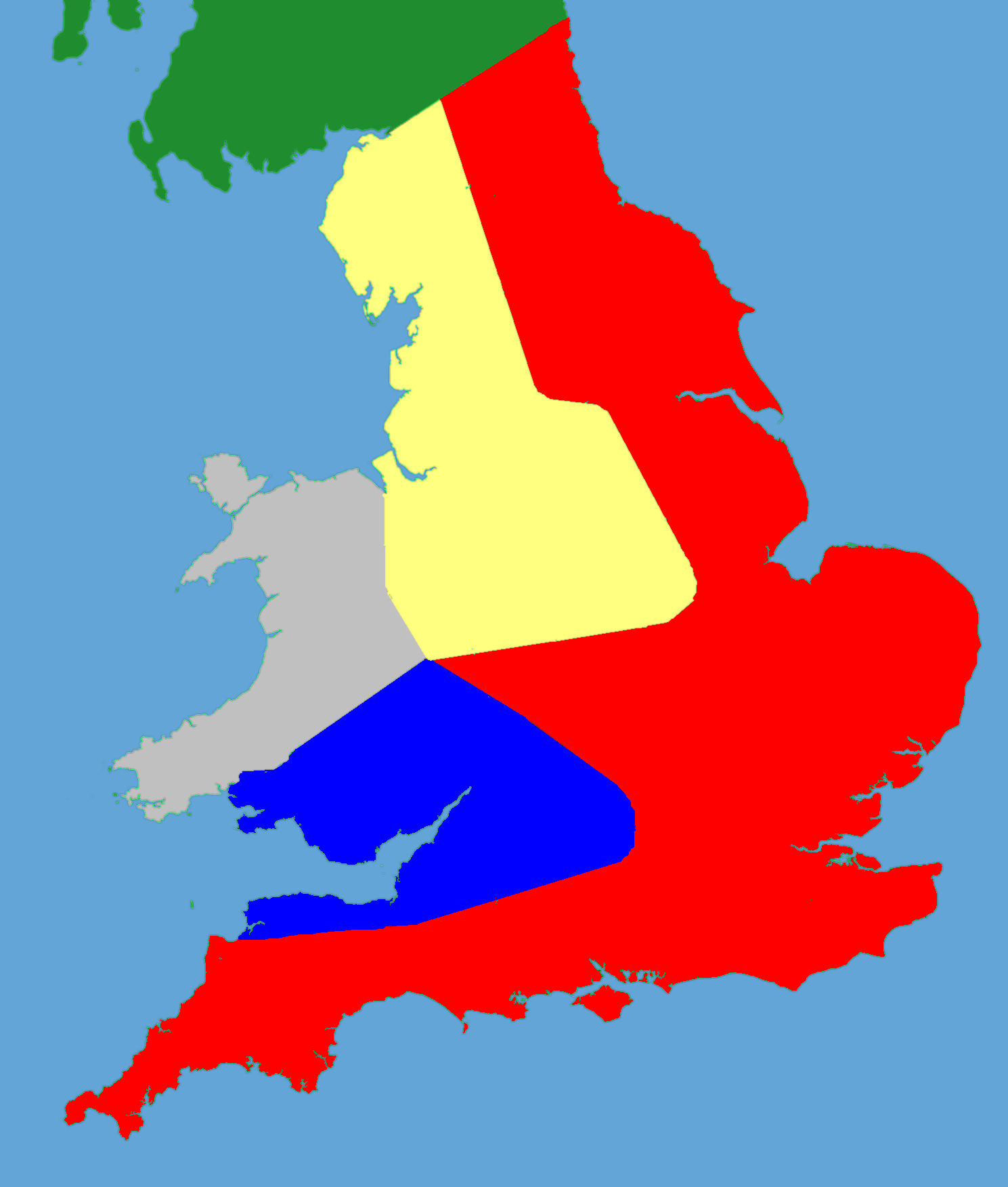
Carte politique de l'Angleterre en 1153.
Territoires sous le contrôle de :
Henri
Étienne de Blois
Seigneurs gallois
Ranulph de Chester et Robert II de Beaumont
David Ier d'Écosse

En réponse au siège du château de Wallingford, Henri retourna à nouveau en Angleterre, début 1153, malgré de violentes tempêtes,. Accompagné uniquement d'une petite troupe de mercenaires probablement payés avec un emprunt, Henri était soutenu dans le Nord et l'Est de l'Angleterre par les forces du comte Ranulph de Chester et du comte de Norfolk, Hugues Bigot,,. Une délégation d'ecclésiastiques anglais rencontra Henri et ses conseillers à Stockbridge peu avant Pâques en avril. Les détails de la rencontre sont inconnus mais il semble que si le clergé affirmait son soutien à Étienne, il cherchait à obtenir un accord de paix.
Dans une manœuvre destinée à éloigner les forces d'Étienne de Wallingford, Henri assiégea son château à Malmesbury et le roi répondit en menant une armée pour lever le siège,. Le duc de Normandie parvint à éviter un affrontement le long de l'Avon mais devant l'arrivée prochaine de l'hiver, les deux hommes signèrent une trêve. Henri se rendit alors dans le Nord via les Midlands où le puissant comte de Leicester Robert II de Beaumont lui apporta son soutien. Dans le même temps, il chercha à se présenter comme le roi légitime en assistant à des mariages et en organisant une cour d'une manière royale.
Durant l'été suivant, Étienne massa des troupes autour du château de Wallingford dont la chute paraissait imminente,. Henri se rendit dans le Sud pour secourir la forteresse et il assiégea les assiégeants. Ayant appris cela, Étienne revint à la tête d'une grande armée. À ce moment de la guerre, les barons des deux camps étaient désireux d'éviter une sanglante bataille rangée,, et le clergé négocia une trêve,,. Henri et Étienne profitèrent de l'occasion pour ouvrir des négociations secrètes destinées à mettre fin au conflit ; par chance pour Henri, le fils d'Étienne, Eustache, tomba malade et mourut peu après, supprimant ainsi le principal prétendant au trône d'Angleterre, car son second fils, Guillaume, ne semblait pas préoccupé par une éventuelle revendication au trône,. Les combats continuèrent de manière sporadique alors que l'Église d'Angleterre tentait d'obtenir une paix permanente,.
En novembre, les deux chefs ratifièrent le traité de Winchester qui fut annoncé dans la cathédrale du même nom. D'après le traité, Étienne reconnaissait Henri comme son fils adoptif et successeur, et en échange ce dernier lui rendait hommage et démobilisait ses mercenaires ; Étienne promettait d'écouter les conseils d'Henri mais conservait tous ses pouvoirs royaux, tandis que son fils Guillaume renonçait au trône en échange de la sécurisation du contrôle de ses terres,,. La paix restait cependant précaire et Guillaume restait un potentiel rival pour Henri. En raison de rumeurs concernant un complot pour l'assassiner, Henri décida de retourner en Normandie, mais la mort d'Étienne le 25 octobre 1154 des suites de violents maux de ventre lui permit d'accéder au trône plus rapidement que prévu.

### Restauration de l'autorité royale

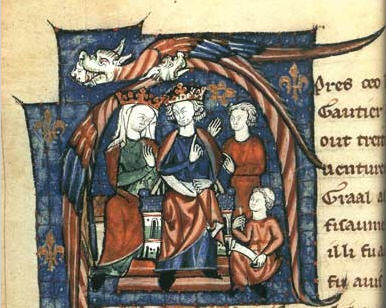
et Aliénor d'Aquitaine, lettrine du Lancelot-Graal, vers 1275, Bibliothèque nationale de France.

Après avoir débarqué en Angleterre le 8 décembre 1154, Henri reçut rapidement les serments de loyauté de plusieurs barons et fut couronné aux côtés d'Aliénor à Westminster le 19 décembre. La cour royale se rassembla en avril 1155 et les barons prêtèrent serment d'allégeance au roi et à ses fils. Il restait encore plusieurs rivaux potentiels dont Guillaume, le fils d'Étienne, ainsi que Geoffroy et Guillaume, les frères d'Henri. Par chance pour ce dernier, ils moururent tous dans les années qui suivirent, lui laissant un trône relativement stable. La situation de l'Angleterre était cependant délicate car le royaume avait été dévasté par la guerre civile. De nombreuses fortifications avaient été construites sans autorisation par les nobles locaux,, la loi forestière n'était plus respectée dans de larges portions du pays et les revenus de la Couronne avaient été sévèrement réduits,.
Se présentant comme l'héritier légitime d'Henri Ier, Henri II commença à remodeler le royaume à son image. Même si Étienne avait tenté d'imiter la méthode de gouvernement de son prédécesseur, le nouveau roi présenta ses 19 années de règne comme une période chaotique et troublée, dont tous les problèmes venaient de l'usurpation du trône par Étienne. Henri II prit grand soin de montrer qu'à la différence de sa mère, il écouterait les avis et les conseils de sa cour. Diverses mesures furent immédiatement prises même si, étant donné que le roi passa les trois quarts de ses huit premières années de règne en France, une grande partie des questions administratives durent être menées à distance. Les châteaux illégaux furent démolis, et des réformes furent lancées pour restaurer le système judiciaire et les finances royales. Henri II investit également largement dans la construction et la rénovation de nouvelles résidences royales,.
Le roi d'Écosse et les seigneurs gallois avaient profité de la guerre civile anglaise pour s'emparer de territoires frontaliers disputés, et Henri II entreprit de les récupérer. En 1157, les pressions anglaises forcèrent le jeune roi à rendre les territoires conquis, et Henri II fortifia immédiatement la frontière nord,. La restauration de l'autorité royale dans le pays de Galles se révéla plus ardue, et Henri II dut mener plusieurs campagnes difficiles en Galles du Nord et du Sud en 1157 et 1158 avant que les princes Owain Gwynedd et Rhys ap Gruffydd ne se soumettent et acceptent le retour aux frontières d'avant-guerre,,.

### Politique continentale
Henri II entretint des relations difficiles avec Louis VII de France tout au long des années 1150. Les deux hommes s'étaient déjà affrontés au sujet de la Normandie et du remariage d'Aliénor d'Aquitaine et aucune réconciliation n'était en vue ; le roi de France revendiquait son statut de croisé et lançait des rumeurs sur le comportement et la personnalité de son rival,. Henri II disposait cependant de plus de ressources que le roi de France, notamment après sa conquête de l'Angleterre, et Louis VII eut plus de mal à contenir l'expansion Plantagenêt qu'auparavant. La rivalité entre les deux souverains impliqua des seigneurs voisins, dont le comte Thierry de Flandre qui signa une alliance militaire avec Henri II, avec une clause lui permettant de ne pas avoir à combattre le roi de France qui restait son suzerain. Les tensions et les fréquentes rencontres entre les dirigeants pour les résoudre ont poussé l'historienne Jean Dunbabin à comparer la période à la guerre froide du XXe siècle en Europe.
Henri II et Louis VII parvinrent finalement à un accord de paix en 1154 par lequel le roi d'Angleterre récupérait Vernon et Neuf-Marché. Le traité était cependant fragile et les tensions persistèrent, d'autant plus qu'Henri II ne rendait pas hommage à Louis VII pour ses possessions françaises,,. Pour essayer d'améliorer les relations, Henri II rencontra Louis VII à Paris et au Mont-Saint-Michel en 1158 et il accepta de fiancer son fils aîné Henri le Jeune à Marguerite, la fille du roi de France. Selon l'accord, le roi de France accorderait le territoire disputé du Vexin à Marguerite en dot. Pour un temps, il semblait qu'un accord de paix permanent était à portée.

Carte de l'expansion de l'Empire Plantagenêt au XIIe siècle.

Dans le même temps, Henri II tourna son attention vers le duché de Bretagne frontalier de ses terres et qui était traditionnellement indépendant du reste de la France avec sa propre langue et culture. Les ducs de Bretagne n'avaient qu'une faible autorité et le pouvoir reposait largement entre les mains de seigneurs locaux,. En 1148, le duc Conan III de Bretagne mourut et une guerre civile éclata. Henri II revendiqua le statut de suzerain de la Bretagne en avançant que le duché avait prêté serment de loyauté à Henri Ier, et il estimait que contrôler le territoire permettrait de sécuriser ses possessions françaises en plus d'être un possible héritage pour un de ses fils. La stratégie initiale du roi anglais était de gouverner indirectement et en ce sens, il soutint les revendications de Conan IV de Bretagne qui avait des liens avec l'Angleterre et pouvait facilement être influencé. L'oncle de ce dernier, Hoël III de Bretagne, continua à contrôler le comté de Nantes dans l'Est jusqu'à ce qu'il soit renversé par Geoffroy VI d'Anjou, peut-être avec le soutien de son frère. Lorsque ce dernier mourut en 1158, Conan IV tenta de prendre Nantes mais cela fut refusé par Henri II qui l'annexa pour son compte. Louis VII n'intervint pas dans la dispute et Henri II accrut considérablement son pouvoir en Bretagne.
Henri II espérait mener une approche similaire pour reprendre le contrôle du comté de Toulouse. Bien qu'il fasse partie du duché d'Aquitaine, le comté était devenu de plus en plus indépendant et était à présent gouverné par Raymond V de Toulouse dont les revendications étaient relativement faibles. Encouragé par Aliénor, Henri II s'allia avec le rival de Raymond V, Raimond-Bérenger IV de Barcelone de Barcelone, et en 1159, il menaça d'intervenir pour le renverser. Louis VII avait cependant marié sa sœur Constance à Raymond de Toulouse, afin de sécuriser ses frontières méridionales ; à la suite d'une rencontre avec le roi de France, Henri II considérait qu'il avait obtenu son accord pour une intervention,. Il attaqua donc le comté de Toulouse mais apprit que Louis VII se trouvait alors dans la ville où il rendait visite à son beau-frère. Ne pouvant attaquer directement, le roi anglais pilla la région et s'empara du Quercy. L'épisode se révéla être un sujet de contentieux durable entre les deux souverains, et le chroniqueur William de Newburgh qualifia le conflit avec Toulouse de « guerre de quarante ans »,.

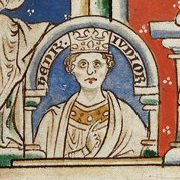
Le fils aîné d', Henri le Jeune, extrait d'une miniature de lHistoria Anglorum.

À la suite de l'intervention toulousaine, Louis VII tenta d'apaiser les tensions avec Henri II par un traité de paix en 1160. Le texte promettait la rétrocession des terres et des droits de son grand-père Henri Ier, il réaffirmait la cession du Vexin ainsi que les fiançailles de Marguerite de France et d'Henri le Jeune et il obligeait ce dernier à lui rendre hommage ; ce dernier point renforçait la position d'héritier du jeune homme ainsi que la stature royale de Louis VII,,,. Le roi de France modifia cependant considérablement sa position immédiatement après la conférence de paix. Son épouse, Constance, était en effet morte et Louis VII s'était remarié avec Adèle, la sœur des comtes de Blois et de Champagne. Il avait par ailleurs fiancé ses deux filles issues de son union avec Aliénor d'Aquitaine, Marie et Alix, respectivement à Henri Ier de Champagne et à Thibaut V de Blois. Cela représentait une stratégie d'endiguement de l'expansion Plantagenêt à l'opposé de la politique de conciliation initiée par l'accord de 1160. Henri II fut ulcéré par cette décision. Henri le Jeune et Marguerite de France se trouvaient sous sa garde et en novembre, il fit pression sur plusieurs légats pontificaux et obtint une dispense canonique du pape Alexandre III pour les marier, bien qu'ils n'aient respectivement que cinq et trois ans ; par ailleurs, il entra immédiatement en possession de Gisors et du Vexin normand,,. C'était à présent au tour de Louis VII d'être furieux car la décision allait clairement à l'encontre de l'idée du traité de 1160.
La situation dégénéra rapidement et Thibaut V mobilisa ses forces en Touraine. Henri II répondit en attaquant par surprise le château de Chaumont-sur-Loire. Au début de l'année 1161, le conflit semblait sur le point de s'étendre à d'autres régions, jusqu'à la signature d'une nouvelle trêve à Fréteval à l'automne puis d'un traité de paix l'année suivante sous la supervision du pape Alexandre III. Malgré cette accalmie temporaire, l'annexion du Vexin par Henri II resta un point de friction durable entre les rois de France et lui.

## Politique intérieure

### Gouvernement
Henri II contrôlait plus de territoires sur le continent que tout autre souverain depuis les Carolingiens ; ces terres associées à ses possessions en Angleterre, au pays de Galles, en Écosse et en Irlande formaient une vaste entité appelée Empire Plantagenêt par les historiens,. Malgré ce nom, il était cependant largement décentralisé et reposait sur un réseau lâche de liens familiaux et féodaux,. Henri II voyagea en permanence dans son empire, ce qui donna naissance, selon l'historien John Jolliffe, à un « gouvernement de routes et de bords de routes ». Selon Martin Aurell, l'itinérance est indissociable du gouvernement de ce vaste Empire. Au cours des trente-quatre années de son règne, Henri a fêté Noël dans vingt-quatre lieux différents, et a traversé vingt-huit fois la Manche. Il passe quatorze ans et demi en Normandie, treize ans en Angleterre, où son « pouvoir est le mieux implanté et d'où il tire ses principales ressources fiscales ». En revanche il ne passe que sept années en Anjou et en Aquitaine, le cinquième de son règne.

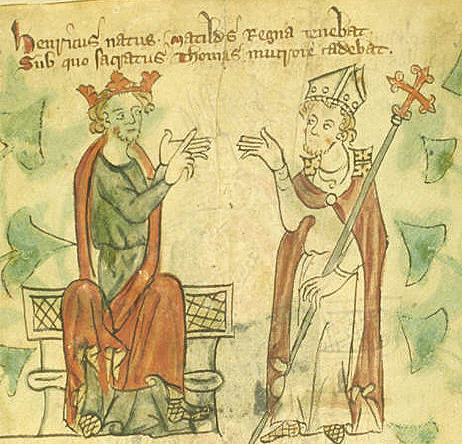
discutant avec Thomas Becket. Manuscrit daté vers 1307-1327, British Library.

Ses déplacements coïncidaient avec les questions locales, même si des messagers le tenaient informé des événements dans le reste de ses territoires. En son absence, Aliénor, en tant que régente, le représentait et exerçait les pleins pouvoirs en Angleterre et sur le continent, notamment en 1165 en Anjou et dans le Maine,,. Elle était entourée par les hauts mandataires du roi et  les provinces étaient administrées par des sénéchaux et des justiciers, ainsi que par divers fonctionnaires locaux,. Malgré cette décentralisation, beaucoup de questions administratives étaient réglées par le roi et Henri II était souvent entouré de pétitionnaires demandant des décisions ou des faveurs.
De temps à autre, la cour d'Henri II devenait un magnum concilium ou « grand conseil » ; ils étaient parfois utilisés pour prendre des décisions importantes mais l'expression fut employée à chaque fois qu'un grand nombre de barons ou d'évêques rencontraient le roi. Ces assemblées étaient supposées conseiller le roi et approuver ses décisions mais la véritable étendue de leur pouvoir est mal connue. Henri II disposait certainement d'une grande latitude pour soutenir ses partisans et punir ses adversaires. Il fut ainsi très efficace dans le recrutement d'administrateurs compétents, notamment au sein du clergé, et beaucoup de ses ecclésiastiques préférés finirent par devenir évêques ou archevêques,. À l'inverse, il n'hésitait pas à utiliser son ira et malevolentia (« colère et rancœur ») désignant sa capacité à punir et à détruire financièrement des évêques ou des barons.
En Angleterre, Henri II s'appuya initialement sur les anciens conseillers de son père, sur des administrateurs d'Henri Ier et sur certains nobles qui avaient rejoint son camp contre Étienne en 1153. Par la suite, et comme son grand-père, il encouragea l'émergence d'« hommes nouveaux » issus de la noblesse peu fortunée qu'il plaça à de hautes fonctions ; dans les années 1180, cette nouvelle classe d'administrateurs était la plus importante en Angleterre,. En Normandie, les liens entre l'aristocratie anglaise et normande continuèrent à s'affaiblir tout au long de son règne,. Comme en Angleterre, ses conseillers venaient souvent des rangs des évêques, et les grands propriétaires terriens furent écartés des rangs de l'administration. Henri II utilisa fréquemment son statut de roi d'Angleterre et de duc pour intervenir dans les affaires de la noblesse normande en arrangeant des mariages ou en organisant les successions. Dans le reste de ses possessions continentales, l'administration locale était moins développée. L'Anjou était gouverné par des prévôts et des sénéchaux établis le long de la Loire et dans l'Ouest de la Touraine, mais le reste de la province était assez peu administré,. En Aquitaine, l'autorité du duc-roi était regardée avec méfiance par des barons poitevins réfractaires et rebelles. La présence d'Aliénor, en tant que duchesse, fut souvent requise par Henri, notamment en 1158, où il fit raser à sa demande le château du vicomte de Thouars, et 1168, lorsqu'après avoir maté une révolte il l'installa à Poitiers pour gouverner l'Aquitaine en son absence,,. Cette autorité s'accrut sous l'impulsion de Richard à la fin des années 1170.

### Cour et famille

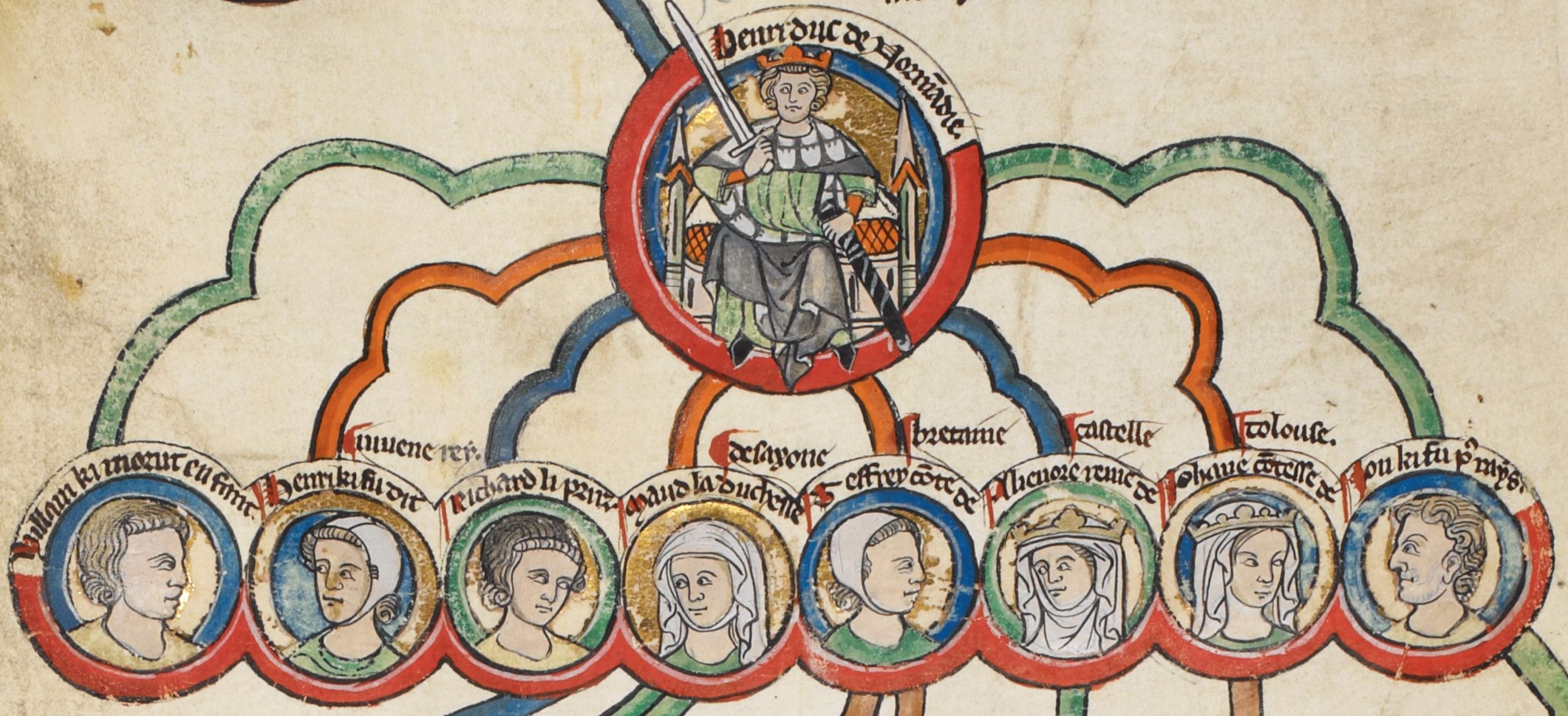
La descendance légitime d' avec de gauche à droite : Guillaume, Henri le Jeune, Richard, Mathilde, Geoffroy, Aliénor, Jeanne et Jean. Extrait du Rouleau généalogique des rois d'Angleterre, vers 1300-1308, British Library.

La richesse d'Henri II lui permit de maintenir ce qui était probablement la curia regis ou cour royale la plus importante d'Europe, composée de barons, d'évêques, de chevaliers, de serviteurs et d'administrateurs,,,,. Le roi était entouré d'un cercle informel appelé familiares regis, formé de confidents, d'amis et de proches qui jouaient un rôle important pour la gestion de l'administration et servaient d'intermédiaires entre les structures officielles et le souverain,.
Henri II s'efforça de créer une cour sophistiquée soutenant notamment la littérature,,. Ce fut cependant pour la chasse, la passion du souverain, que la cour devint célèbre. Henri II disposait de nombreux pavillons de chasse dans tout son royaume et il investit largement dans la rénovation et l'extension de ses châteaux, à la fois pour des raisons militaires et pour témoigner de la puissance de son pouvoir,. La vie de la cour était assez protocolaire, ce qui était peut-être lié à la volonté du roi de faire oublier son accession rapide au trône et son statut relativement humble de fils de comte.

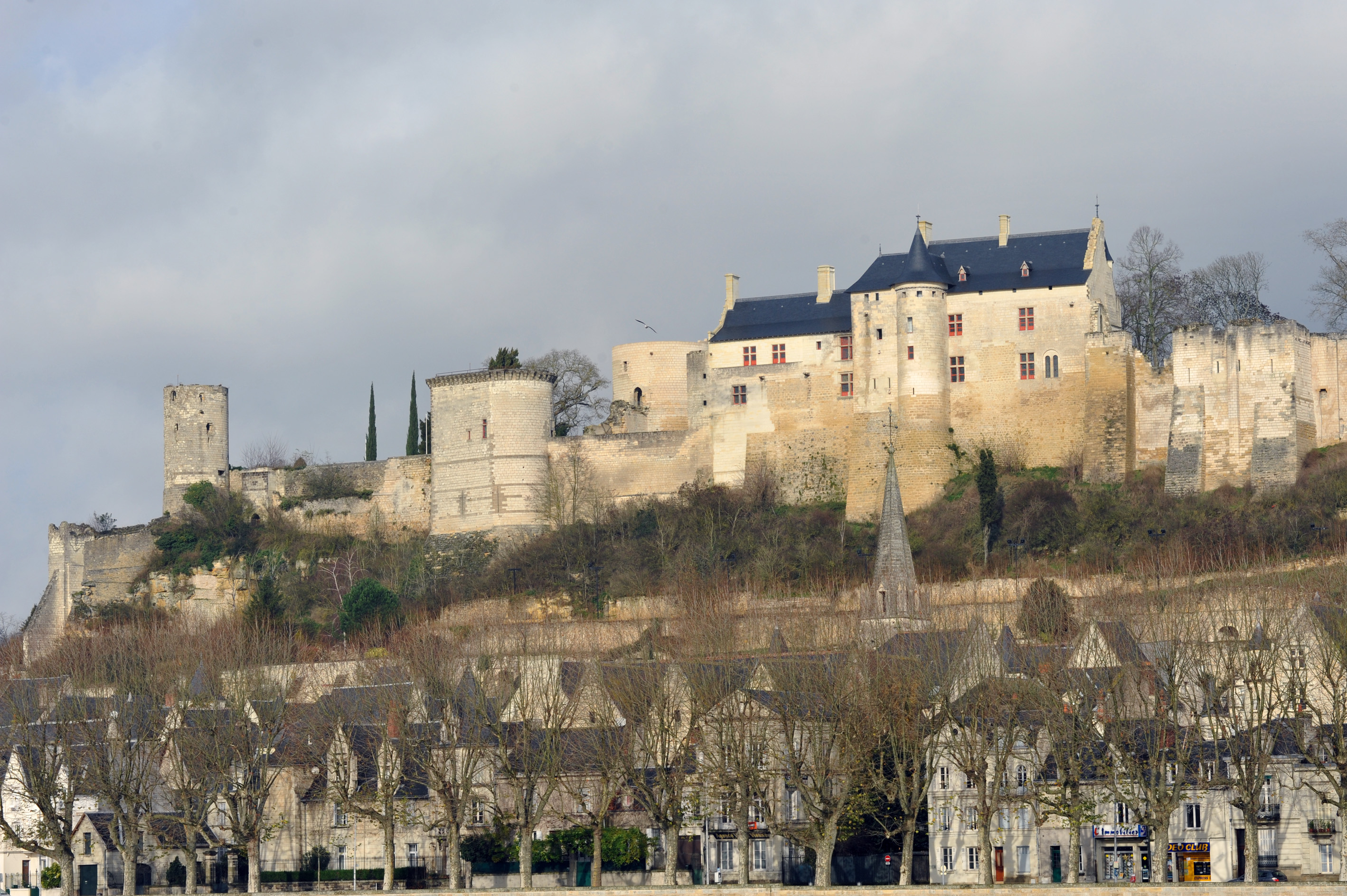
Le château de Chinon qui fut considérablement agrandi par.

L'historien John Gillingham décrivit l'Empire Plantagenêt comme une « entreprise familiale ». La mère d'Henri II, Mathilde, joua un rôle important dans sa jeunesse et elle continua à exercer une forte influence sur son fils durant son règne. La relation du souverain avec son épouse Aliénor était plus complexe. Henri II lui confia l'administration de l'Angleterre pendant plusieurs années après 1154 et il la laissa gouverner l'Aquitaine par la suite. Leur relation se détériora cependant dans les années 1160, et les chroniqueurs et les historiens se sont interrogés sur ce qui a poussé Aliénor à soutenir ses fils contre son époux lors de la révolte de 1173-1174,,. Les nombreuses interventions d'Henri II en Aquitaine, sa reconnaissance de Raymond V de Toulouse comme son vassal en 1173 ou sa personnalité rugueuse figurent parmi les explications les plus probables,.
Pour Jean Flori, les nombreuses infidélités d'Henri, dont la réputation de paillardise ne semble pas usurpée, n'ont pu qu'affecter les relations d'Aliénor avec son époux. Guillaume de Newburgh, qui ne lui est généralement pas défavorable, nous rapporte « qu'il était très porté à la concupiscence et aux relations extra-conjugales », mais aussi qu'« il usa assez de la reine pour avoir d'elle une progéniture mais lorsqu'elle cessa d'enfanter, il s'adonna à la volupté et engendra des bâtards ». Giraud de Barri (le Cambrien) rapporte, lui, que peu après la mort de Rosamund Clifford, Henri l'aurait remplacée dans son lit par la jeune Aélis (Adèle) de France, alors âgée de seize ans et pourtant fiancée de longue date à Richard. Roger de Howden, historien sérieux et peu enclin aux ragots, nous rapporte que Richard aurait déclaré à Philippe-Auguste « je ne rejette pas ta sœur, mais il m'est impossible de l'épouser, car mon père a couché avec elle et engendré d'elle un fils ».
Gervais de Canterbury nous précise, lui, les raisons de l'étroite surveillance dont Aliénor fit l'objet après la révolte de 1173. Elle est tenue pour responsable de la sédition par son mari, qui envisage de divorcer pour pouvoir épouser Rosamund avec qui il vit désormais ouvertement. Henri fait venir le cardinal Uguccione, nonce apostolique, le 27 octobre 1175, afin de demander l'annulation de son mariage. Le Saint-Siège oppose une ferme résistance.
Henri II eut neuf enfants légitimes avec Aliénor : Guillaume, Henri le Jeune, Richard, Mathilde, Geoffroy, Aliénor, Jeanne et Jean. Selon Raoul de Diceto, généralement bien renseigné et proche d'Aliénor, celle-ci a donné naissance à un sixième fils, mort en bas âge,,.
Il eut également de nombreuses maîtresses, dont Annabelle de Balliol et Rosemonde Clifford,. Il eut plusieurs bâtards. Les plus connus sont Geoffroy, né en 1152 (par la suite archevêque d'York), qu'il aurait eu, selon Gautier Map, d'une prostituée du nom d'Ikenai, et Guillaume Longue-épée (vers 1176-1226), qui est fait par la suite comte de Salisbury, d'une certaine comtesse Ida Bigot,,. Il reconnait également un fils, Morgan, qu'il a avec une Galloise, Nest, femme d'un de ses chevaliers. Ce fils devient clerc et est ensuite nommé prévôt de Beverley dans le Yorkshire.
La famille d'Henri II était divisée par de profondes rivalités, plus que la plupart des autres familles royales de l'époque, et en particulier bien plus que la maison française rivale des Capétiens,. Diverses raisons ont été avancées pour expliquer ces tensions comme des prédispositions génétiques, des personnalités irascibles ou l'échec de l'éducation des enfants,,. Des historiens comme Matthew Strickland ont avancé qu'Henri II avait fait des choix sensés pour apaiser les frictions dans sa famille et que la succession aurait pu être moins difficile s'il était mort plus tôt.

### Justice

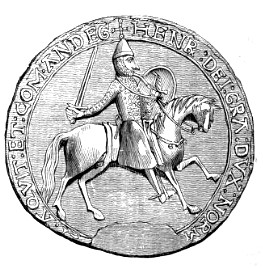
Grand sceau d'.

Le règne d'Henri II vit d'importants changements juridiques notamment en Angleterre et en Normandie,. Au milieu du XIIe siècle, l'Angleterre comptait de nombreuses juridictions civiles et ecclésiastiques dont les rôles et les attributions étaient mal définies, ce qui donnait lieu à diverses querelles. Henri II élargit largement les prérogatives de la justice royale pour créer un ensemble plus cohérent ; cela donna naissance à la fin de son règne au tractatus de Glanvill, l'un des premiers traités juridiques,. Malgré ces réformes, il n'est pas certain que le roi avait une grande vision pour son nouveau système juridique et il semble qu'il ait plus agi par pragmatisme que par idéalisme,. De fait, dans la plupart des cas, il n'a probablement joué qu'un rôle limité dans la définition des nouvelles juridictions mais il considérait que rendre la justice était l'une des principales prérogatives du souverain, et il choisit avec soin les personnes chargées de mener les réformes,,.
En raison du désordre causé par la guerre civile, de nombreuses questions juridiques devaient être résolues, car beaucoup de monastères ou de particuliers avaient été dépossédés de leurs terres par les barons qui avaient parfois revendu leurs propriétés. Henri II s'appuya sur des tribunaux locaux comme ceux des shires, des hundreds et des cours féodales pour juger la plupart des disputes, et il ne s'intéressa personnellement qu'à quelques-unes. Ce processus était loin d'être parfait et, dans de nombreux cas, les plaignants n'eurent pas gain de cause. Même s'il s'intéressait à la justice, Henri II était au début de son règne préoccupé par d'autres questions politiques, et obtenir l'avis du roi impliquait de traverser la Manche et localiser sa cour ambulante. Malgré cela, il n'hésitait pas à intervenir dans les jugements qui lui semblaient injustes ou à légiférer pour améliorer le processus judiciaire. En Normandie, des tribunaux présidés par des représentants de la Couronne rendaient la justice et renvoyaient parfois les cas devant le souverain. Il existait également un Échiquier de Normandie à Caen chargé des affaires concernant les taxes et les impôts, ainsi que des juges itinérants. Entre 1159 et 1163, Henri II réforma les juridictions ecclésiastiques et civiles, et certaines de ces évolutions furent par la suite mises en place en Angleterre.
Henri II retourna en Angleterre en 1163 et entreprit la réforme des tribunaux royaux. Il créa ainsi probablement en 1176 des « eyres » désignant des groupes de juges royaux itinérants dont la juridiction couvrait les affaires civiles et criminelles. Les jurys locaux avaient parfois été organisés sous les règnes de ses prédécesseurs mais Henri II accrut leur usage. D'autres méthodes de jugement persistèrent comme l'ordalie ou le duel. Après l'Assise de Clarendon de 1166, les prérogatives de la justice royale furent étendues pour couvrir les questions d'héritage et de droit de propriété. Par ces réformes, Henri II s'opposait aux droits traditionnels des barons à rendre la justice, et elles accrurent considérablement la puissance royale en Angleterre.

### Relations avec l'Église

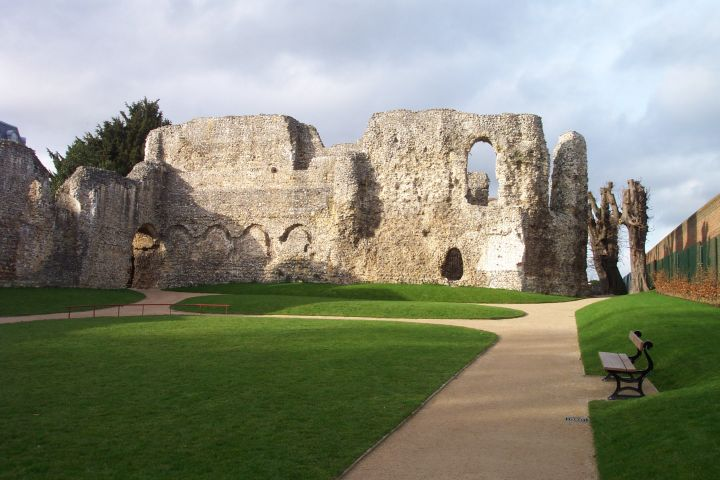
L'abbaye de Reading, l'une des institutions religieuses préférées d'.

Les relations d'Henri II avec l'Église ont considérablement varié selon le lieu et le moment de son règne ; comme pour les autres aspects de son règne, il n'a pas véritablement défini de politique religieuse même si une grande partie de ses actions était destinée à accroître son autorité aux dépens du pape,. Le XIIe siècle vit l'émergence d'un mouvement réformateur au sein de l'Église demandant une plus grande séparation entre le pouvoir temporel des souverains et spirituel de l'Église ; cette volonté d'une plus grande autonomie par rapport à l'autorité royale provoqua de nombreuses frictions en Europe comme la querelle des Investitures entre la Papauté et le Saint-Empire. En Angleterre, cela se traduisit notamment par la condamnation à l'exil de l'archevêque de Cantorbéry, Thibaut du Bec, par Étienne en 1152.
Contrairement à la situation en Angleterre, Henri II entretint d'excellentes relations avec le clergé normand. En Bretagne, il disposait du soutien des évêques locaux et il intervint rarement dans les questions religieuses sauf quand cela pouvait lui permettre de mettre en difficulté son rival Louis VII. Plus au sud, l'autorité des ducs d'Aquitaine sur le clergé était relativement faible et les tentatives d'Henri II pour influer sur les nominations ecclésiastiques créèrent des tensions. Durant l'élection pontificale disputée de 1159, Henri II, comme Louis VII, soutint le pape Alexandre III contre son rival Victor IV.
Henri II n'était pas un souverain particulièrement pieux selon les critères de l'époque. En Angleterre, il apporta un important soutien financier aux monastères mais n'encouragea pas la création de nouvelles congrégations et attribua la plupart des dons à celles ayant des liens avec sa famille comme dans le cas de l'abbaye de Reading. En ce sens, il semble avoir été influencé par sa mère et plusieurs chartes portaient leur signature commune. Après la mort de Becket, il fit construire et fit des dons à divers monastères en France essentiellement pour améliorer son image. Comme le transport maritime était dangereux, il réalisait une confession complète avant de prendre la mer et faisait appel à des augures pour déterminer le meilleur moment pour voyager. Il est également possible que ses déplacements aient été planifiés selon les fêtes religieuses.
Henri II, va en 1166 en compagnie de Conan IV de Bretagne, duc de Bretagne ; de Geoffroi Ier évêque de Saint-Brieuc, et de Guillaume Ier, abbé de Saint-Aubin des Bois ; Guillaume, abbé de Saint-Serge, Hugues, abbé de Saint-Nicolas d'Angers, Guillaume, abbé de Saint-Maur ; Guillaume, abbé de Toussaint d'Angers, assister à la translation du corps de saint Brieuc dans l'abbaye Saint-Serge-lès-Angers.

### Économie et finances
Henri II restaura de nombreuses institutions financières créées par son grand-père Henri Ier et ses réformes eurent un impact durable sur l'économie anglaise,,. Les souverains médiévaux comme Henri Ier disposaient de plusieurs sources de revenus : ceux venant de leurs domaines fonciers ou demesne, les amendes légales, les amendes arbitraires pour les offenses mineures (en anglo-normand a-merce-ment), et les taxes qui n'étaient à l'époque levées que de manière intermittente. Les rois pouvaient également emprunter des fonds ; Henri II utilisa bien plus cette possibilité que ses prédécesseurs, initialement auprès de prêteurs de Rouen puis chez des marchands juifs et flamands,. Les réserves d'argent devinrent de plus en plus importantes au cours du XIIe siècle pour financer les mercenaires et la construction de châteaux en pierre, éléments incontournables de la guerre médiévale.
Henri Ier avait créé un système financier reposant sur trois institutions : un Trésor central à Londres avec des réserves dans différents châteaux, l'Échiquier responsable des paiements à ces trésors et une équipe de fonctionnaires royaux qui suivait le roi dans ses déplacements et dépensait ou collectait l'argent en route,,. Ce système fut sévèrement affecté par la longue guerre civile et certaines sources suggèrent une baisse de 46 % des revenus de la Couronne entre 1130 et 1155. Une nouvelle pièce en argent appelée penny Awbridge fut mise en circulation en 1153 pour essayer de stabiliser la monnaie après la guerre. On sait peu de chose sur la manière dont Henri II gérait les questions fiscales dans ses possessions françaises mais un système très similaire à celui en application en Angleterre opérait en Normandie et il est probable que cela était également le cas en Anjou et en Aquitaine.

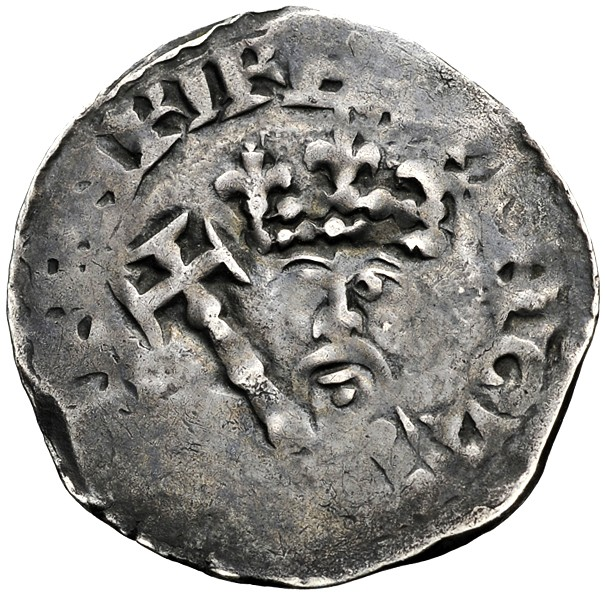
Penny en argent datant du règne d'.

À son arrivée au pouvoir, Henri II donna la priorité à l'amélioration de la situation financière de la Couronne. Les revenus des demense représentaient la majorité des recettes royales même si une forte taxation fut appliquée dans les premières années de son règne,. Aidé par le compétent Richard fitz Nigel, il réforma la monnaie et réduisit fortement le nombre de monnayeurs ayant obtenu une licence pour produire des pièces,,. Ces mesures améliorèrent la situation économique mais elles furent accentuées par le roi après son retour en Angleterre dans les années 1160,. En 1180, les monnaies dont le nombre passa à dix pour tout le pays passèrent sous le contrôle de fonctionnaires et les profits réalisés furent directement envoyés au Trésor. Grâce à ces réformes, les revenus de la Couronne passèrent d'environ 18 000 livres au début du règne d'Henri II à plus de 22 000 livres après 1166. L'une des conséquences de ces changements fut un accroissement important de la masse monétaire en Angleterre, ce qui permit une hausse de long terme de l'inflation et du commerce,.

## Milieu de règne (1162-1175)

### Développements en France

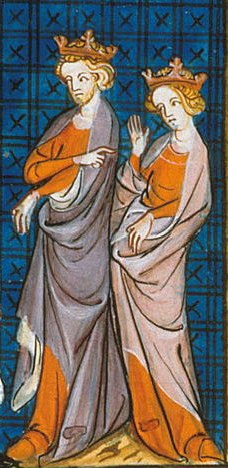
et Aliénor. Extrait d'une miniature d'un manuscrit des Grandes Chroniques de France, vers 1332-1350, British Library.

Les tensions entre Henri II et Louis VII persistèrent tout au long des années 1160 et les efforts du roi de France pour lutter contre l'expansion Plantagenêt devinrent de plus en plus vigoureux. En 1160, ce dernier renforça ses alliances dans le centre de la France avec Henri Ier de Champagne et le duc Eudes II de Bourgogne. Trois ans plus tard, le nouveau comte de Flandre, Philippe, inquiet de la puissance grandissante d'Henri II se rapprocha ouvertement du roi de France,. Par ailleurs, la naissance d'un fils, Philippe Auguste, en 1165 renforça la position de Louis VII. Ces développements entraînèrent un regain de tensions au milieu des années 1160.
Dans le même temps, Henri II commença à s'impliquer de plus en plus dans les affaires bretonnes ; en 1164, il confisqua les terres le long de la frontière entre la Bretagne et la Normandie et deux ans plus tard, il mena une expédition punitive contre la noblesse locale. Henri II contraignit ensuite Conan IV à abdiquer en faveur de sa fille Constance ; cette dernière passa sous la garde du roi anglais qui la fiança immédiatement à son fils Geoffroy,. Ses tentatives d'annexion de l'Auvergne provoquèrent la colère de Louis VII et plus au sud, il poursuivit ses pressions contre Raymond V de Toulouse. Henri II mena personnellement campagne contre lui en 1161 et encouragea le roi Alphonse II d'Aragon à l'attaquer. En 1165, le comte de Toulouse divorça de la sœur de Louis VII et chercha à s'allier à Henri II.
La situation dégénéra finalement en un conflit ouvert en 1167 à la suite d'une querelle triviale sur la manière dont l'argent destiné aux États latins du Levant devait être collectée. S'étant allié aux Gallois, aux Écossais et aux Bretons, Louis VII attaqua la Normandie. Henri II répondit en attaquant Chaumont-sur-Epte où se trouvait le principal arsenal français ; la destruction de la ville et des réserves contraignit le roi de France à abandonner ses alliés et à signer une trêve séparée,. Henri II était ainsi libre de se retourner contre les rebelles en Bretagne dont il avait l'intention de prendre personnellement le contrôle.
À la fin de la décennie, Henri II commença à envisager sa succession et il décida que son empire serait divisé entre ses fils après sa mort. Henri le Jeune obtiendrait l'Angleterre et la Normandie, Richard deviendrait duc d'Aquitaine et la Bretagne serait transmise à Geoffroy. L'accord du roi de France était nécessaire pour un tel partage et de nouvelles négociations de paix furent menées en 1169 à Montmirail. Les discussions portèrent sur de nombreux points et s'achevèrent par l'hommage rendu à Louis VII par les fils d'Henri II pour leurs futures possessions, et par les fiançailles de Richard avec Adèle (Aélis), la fille du roi de France,. Aélis fut remise à la garde du roi d'Angleterre, mais Richard ne voulut jamais l'épouser malgré les pressions politiques et religieuses, « ...à cause du scandale qui était apparu, et à cause de la trop grande intimité qu'elle avait contractée avec son père ». La même année Henri II fortifia la frontière sud de la Normandie : sur les bords de l'Avre, il bâtit des forts à Verneuil, Courteilles, Tillières et Nonancourt.
Si les accords de Montmirail avaient été appliqués, les hommages auraient renforcé la position royale de Louis VII tout en réduisant la légitimité de toute révolte dans les territoires Plantagenêt ; ils laissaient par ailleurs présager une potentielle alliance entre les deux souverains. En pratique, Louis VII estima qu'il avait temporairement pris l'ascendant et il encouragea les tensions entre Henri II et ses fils immédiatement après la fin de la conférence. Dans le même temps, la situation d'Henri II dans le sud de la France continua à s'améliorer et en 1173, il forma une alliance avec le comte Humbert III de Savoie qui fiança sa fille Alix à Jean,. Le mariage d'Aliénor, la fille du souverain d'Angleterre, au roi Alphonse VIII de Castille en 1170 lui donna un nouvel allié au sud. Raymond V de Toulouse céda finalement aux pressions en février 1173 et il reconnut la suzeraineté d'Henri II et de ses héritiers sur son comté.

### Querelle avec Thomas Becket

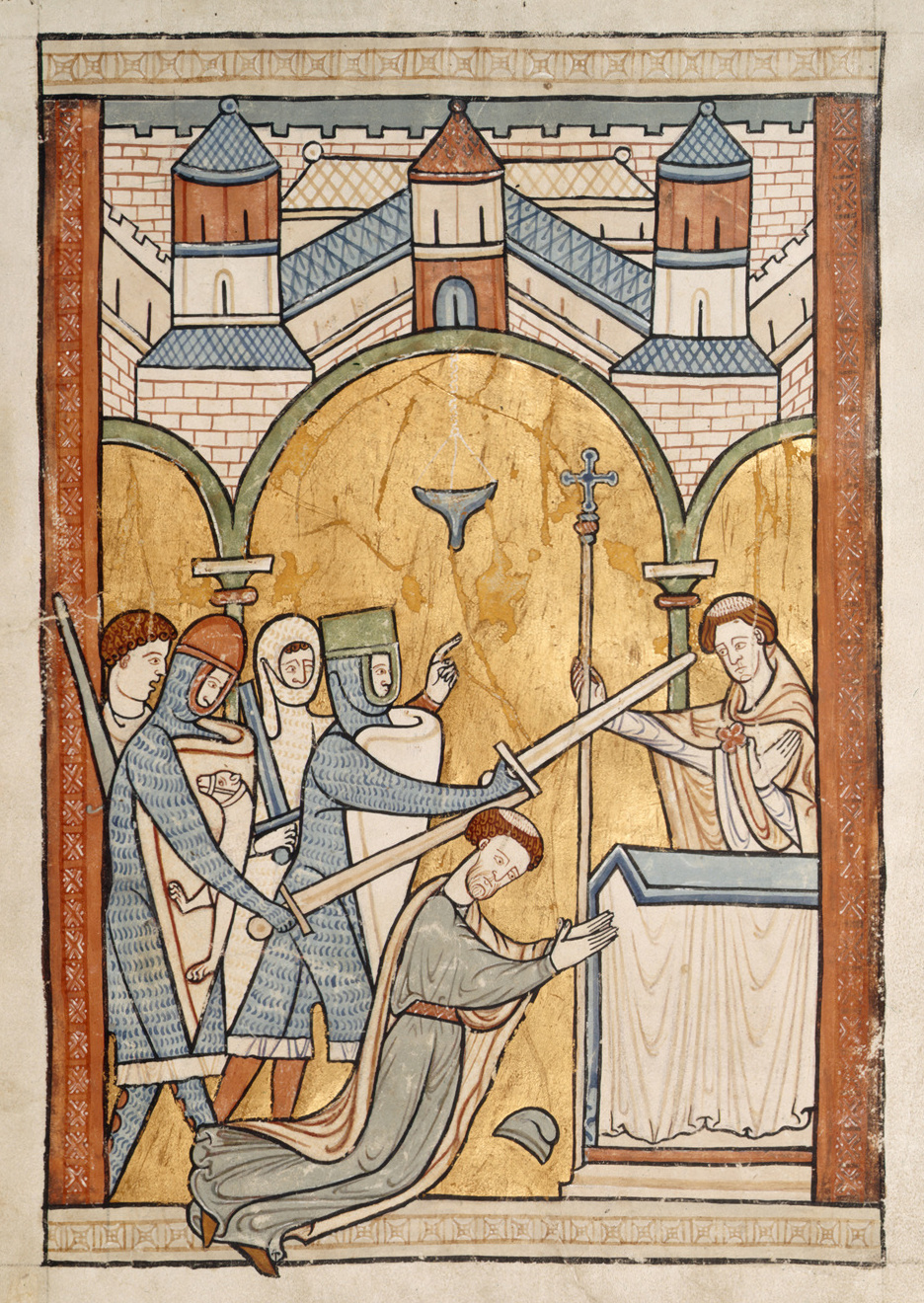
La mort de Thomas Becket. Miniature d'un psautier, vers 1275-1300, British Library.

L'un des principaux événements du règne d'Henri II dans les années 1160 fut sa querelle avec Thomas Becket. À la mort de l'archevêque de Cantorbéry Thibaut de Bec en 1161, le roi voulut profiter de l'occasion pour réaffirmer ses droits sur l'Église en Angleterre. Il nomma ainsi à cette fonction son chancelier Thomas Becket en considérant probablement que ce dernier, en plus d'être un vieil ami, serait affaibli au sein du clergé en raison de son train de vie dispendieux et aurait besoin de l'appui du roi. Mathilde et Aliénor semblent avoir eu des doutes sur l'opportunité de cette nomination mais Henri II persista,. Son plan n'eut cependant pas l'effet escompté car Becket changea radicalement son mode de vie, rompit ses liens avec le roi et se présenta comme un ardent défenseur de l'indépendance de l'Église.
Les deux hommes s'affrontèrent sur de nombreux points notamment sur la politique d'imposition du roi ou la volonté de Becket de récupérer les terres appartenant à l'archevêché. La principale source de conflit concernait néanmoins le traitement des ecclésiastiques ayant commis des crimes ; Henri II estimait que les traditions juridiques anglaises autorisaient le roi à juger ces affaires tandis que l'archevêque avançait que seules des juridictions religieuses étaient compétentes. La dispute donna lieu aux Constitutions de Clarendon que le souverain imposa de force à Becket en janvier 1164 ; ce dernier accepta le texte mais se rétracta peu après. Le sens du texte était ambigu et continue à faire l'objet de débats entre historiens,.
La querelle devint de plus en plus personnelle entre les deux hommes et aucun n'était prêt à céder. La dispute s'internationalisa également car les deux cherchèrent le soutien du pape Alexandre III et des autres souverains. Après le départ de Becket pour la France en 1164 où il trouva refuge auprès de Louis VII, Henri II se mit à harceler le clergé et l'archevêque excommunia tous ceux, religieux ou laïcs, qui prenaient parti pour le roi. Le pape soutenait Becket sur le principe mais il avait besoin de l'appui du roi d'Angleterre pour sa lutte contre l'empereur Frédéric Ier ; il s'efforça donc d'obtenir une solution négociée à la crise.
En 1169, Henri II décida de couronner son fils Henri le Jeune or cette cérémonie requérait traditionnellement la présence de l'archevêque de Cantorbéry. Par ailleurs, la dispute affectait le prestige de la Couronne à l'étranger et le roi commença à adopter une politique plus conciliante. Cela échoua et Henri le Jeune fut finalement couronné par l'archevêque d'York en 1170. Le pape autorisa Becket à émettre un interdit et menaça d'excommunier personnellement Henri II, ce qui obligea ce dernier à plier. Un accord fut finalement signé en juillet 1170 et l'archevêque revint en Angleterre en décembre. Alors que la dispute semblait réglée, Becket excommunia trois autres partisans du roi ; furieux, Henri II déclara « Quels misérables parasites et traîtres ai-je nourris et promus dans ma maison [royale], pour qu'ils laissent leur seigneur être traité avec un si honteux dédain par un petit clerc ?, »
Ayant apparemment entendu cette déclaration, quatre chevaliers se rendirent secrètement à Canterbury le 29 décembre 1170 avec l'intention de contraindre Becket à respecter l'accord avec le roi et dans le cas contraire, à l'arrêter. Ayant refusé, Becket reçut plusieurs coups d'épée et mourut peu après. Ce meurtre dans une église en face de l'autel horrifia l'Europe et alors que l'archevêque n'avait jamais été très populaire de son vivant, il fut déclaré martyr par les moines de la cathédrale. Concentré sur la question irlandaise, Henri II ne fit rien pour arrêter les assassins de Becket. La pression internationale l'obligea néanmoins à négocier un compromis avec le pape en mai 1172. Selon le document, il était absous de toute culpabilité dans le meurtre de Becket et acceptait de partir en croisade et d'abroger les Constitutions de Clarendon ; il ne respecta cependant pas son premier engagement,.

### Invasion de l'Irlande

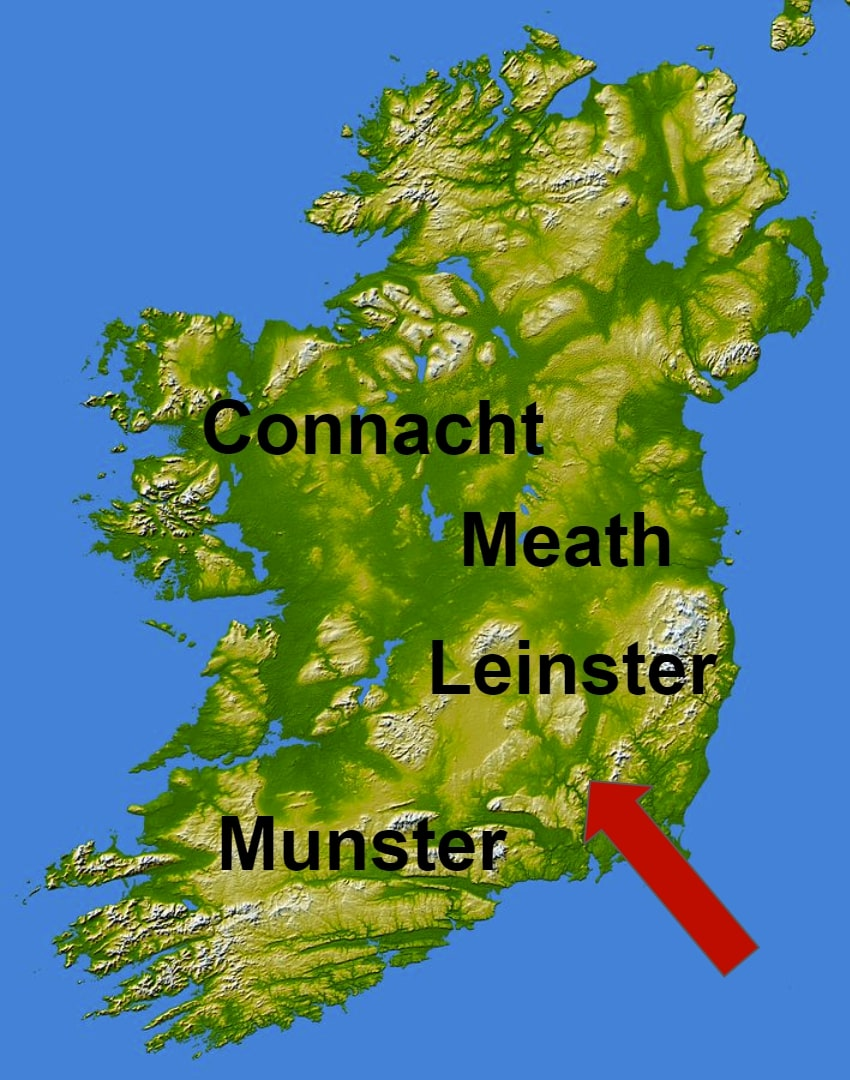
Carte des principaux royaumes irlandais et voie d'invasion anglaise en 1171.

Au milieu du XIIe siècle, l'Irlande était gouvernée par de nombreux seigneurs locaux dont l'autorité était relativement limitée par rapport au reste de l'Europe. L'île était considérée comme une région barbare et arriérée par la plupart des contemporains,. Dans les années 1160, le Haut-Roi d'Irlande Toirdelbach Ua Conchobair retira le titre de roi de Leinster à Diarmait Mac Murchada. Ce dernier demanda le soutien d'Henri II qui l'autorisa à recruter des mercenaires au sein de son Empire. À la tête d'une armée de soldats anglo-normands et flamands venant des marches galloises, Mac Murchada récupéra le Leinster en 1171 mais mourut peu après. L'un des principaux chefs mercenaires, Richard de Clare, revendiqua le territoire pour son compte.
Henri II saisit cette occasion pour intervenir personnellement en Irlande. Il regroupa une grande armée en Galles du Sud et après avoir écrasé les rebelles qui contrôlaient la région depuis 1165, il débarqua sur l'île en octobre 1171. Certains seigneurs irlandais demandèrent à Henri II de les protéger des envahisseurs anglo-normands tandis que de Clare offrit de le reconnaître comme suzerain s'il était autorisé à conserver ses nouvelles possessions. Le pape Alexandre III encouragea cette initiative qui lui permettrait d'accroître l'autorité pontificale sur l'Église irlandaise,. Le facteur déterminant de l'expédition royale était cependant la crainte que les seigneurs des Marches n'acquièrent des territoires se trouvant au-delà de l'autorité d'Henri II. Son intervention fut un succès car son autorité fut acceptée par les Irlandais et les Anglo-Normands dans le Sud et l'Est de l'île.
Henri II entreprit un vaste programme de construction de châteaux durant sa visite de 1171 pour protéger les conquêtes anglo-normandes,. Il espérait cependant obtenir une solution politique de long terme et en 1175, il signa le traité de Windsor par lequel Rory O'Connor était reconnu comme Haut-Roi, lui rendait hommage et garantissait la stabilité de l'île. O'Connor fut cependant incapable de faire appliquer son autorité dans certaines régions comme le Munster et Henri II intervint plus directement en créant des fiefs locaux,.

### Grande Révolte de 1173-1174

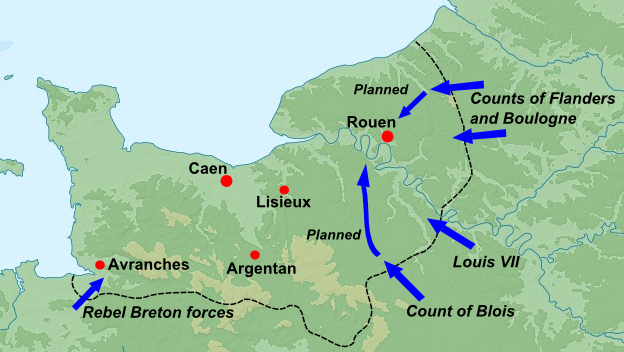
Carte des combats en Normandie à l'été 1173.

En 1173, Henri II dut affronter un soulèvement de la noblesse soutenu par ses fils aînés, la France, l'Écosse et la Flandre qui fut appelé la Grande Révolte. Les causes de cette insurrection étaient multiples. Même s'il avait été couronné et avait le titre de roi, Henri le Jeune n'avait aucune influence sur les décisions de son père qui limitait fréquemment ses revenus. Il avait également été très attaché à Becket qui avait été son tuteur et il fit peut-être porter la responsabilité de sa mort à son père. Geoffroy se trouvait dans une situation similaire ; Conan IV de Bretagne était mort en 1171 mais il n'avait toujours pas épousé Constance et n'avait donc aucune légitimité pour gouverner le duché. Richard fut encouragé à participer à la révolte par Aliénor dont les relations avec Henri II s'étaient considérablement dégradées. En 1173, Aliénor craignait non seulement d'être supplantée par Rosamund Clifford et d'être écartée du trône, mais se sentait également menacée quant à son autorité dans ses états. En effet, en février 1173 c'est à Henri et à Henri le Jeune que Raymond de Toulouse avait prêté hommage, pour une terre qu'elle estimait relever de son duché d'Aquitaine, qu'elle avait remis à son fils Richard. Ce dernier se voit relégué en troisième position, malgré les assurances paternelles et les investitures solennelles. Dans le même temps, les barons virent dans ces tensions, un moyen d'affaiblir l'autorité royale et de récupérer leurs pouvoirs traditionnels en s'alliant avec les fils du roi,,.
L'élément déclencheur de la révolte fut la décision d'Henri II de donner à son fils Jean, à l'occasion de ses fiançailles avec la fille du comte de Maurienne, trois châteaux angevins appartenant à Henri le Jeune : Chinon, Loudun et Mirebeau. Ce dernier protesta et se rendit à Paris où il fut rejoint par Richard et Geoffroy ; Aliénor voulut faire de même mais elle fut arrêtée par des soldats d'Henri II en novembre 1173,. Louis VII apporta son soutien au fils lésé, son beau-fils, et la guerre était inévitable. Henri le Jeune écrivit au pape pour se plaindre de l'attitude de son père et il commença à rassembler des alliés dont le roi Guillaume d'Écosse et les comtes de Boulogne, de Flandre et de Blois auxquels il promit des terres en cas de victoire,. Simultanément, des nobles se soulevèrent en Angleterre, en Bretagne, dans le Maine et le Poitou. Certains barons sur les frontières normandes se révoltèrent également mais dans l'ensemble le duché resta loyal au roi malgré un mécontentement grandissant,. Seul l'Anjou resta relativement calme. Malgré l'ampleur de la crise, Henri II disposait de plusieurs atouts dont le contrôle d'un grand nombre de forteresses stratégiques et des ports anglais, ainsi qu'une popularité certaine parmi la population urbaine de son empire,,.
En mai 1173, Louis VII et Henri le Jeune testèrent les défenses du Vexin en direction de la capitale normande, Rouen ; dans le même temps, leurs alliés attaquèrent depuis la Bretagne et Blois pour prendre en tenaille les défenseurs. Henri II retourna secrètement en Angleterre pour lancer une offensive contre les rebelles sur l'île avant de revenir en Normandie et d'écraser les forces coalisées. Une armée fut détachée pour repousser les rebelles bretons qui furent ensuite capturés. Le roi anglais offrit ensuite de négocier avec ses fils mais les discussions organisées à Gisors ne débouchèrent sur aucun accord. Henri II profita néanmoins de ce répit pour réduire les poches rebelles en Touraine, sécurisant ainsi les lignes de communication de son empire. Dans le même temps, les combats en Angleterre se prolongèrent tout l'été sans qu'aucun camp ne parvienne à prendre le dessus ; l'arrivée de renforts flamands permit cependant aux troupes loyalistes de vaincre l'armée rebelle à la bataille de Fornham (en) en Est-Anglie en octobre 1173. Après l'échec d'une nouvelle offensive d'Henri le Jeune et de Louis VII en Normandie en janvier 1174, les combats cessèrent durant l'hiver.
Au début de l'année 1174, les adversaires d'Henri II semblent avoir essayé de le pousser à rentrer en Angleterre, afin de profiter de son absence pour envahir la Normandie. Avec l'appui des barons rebelles du Nord de l'Angleterre, Guillaume d'Écosse attaqua ainsi le Sud de l'île et des troupes écossaises progressèrent rapidement dans les Midlands. Le roi anglais ignora cette manœuvre et se concentra sur ses opposants en France ; dans le même temps, l'offensive de Guillaume fut entravée par son incapacité à prendre les forteresses stratégiques restées loyales à Henri II dont le fils illégitime, Geoffroy, mena une défense efficace. Dans une nouvelle tentative pour pousser le roi à quitter le continent, le comte Philippe de Flandre annonça son intention d'envahir l'Angleterre et il envoya une avant-garde en Est-Anglie. Cette perspective d'une invasion flamande eut l'effet escompté et Henri II quitta la France au début du mois de juillet. Profitant de ce départ, Louis VII et Philippe avancèrent dans l'Est de la Normandie et atteignirent Rouen. Alors que la situation lui échappait, Henri II se rendit sur la tombe de Becket à Cantorbéry et il annonça que la révolte était un châtiment divin ; sa pénitence fit beaucoup pour restaurer l'autorité royale à ce moment décisif du conflit. Il apprit peu après que Guillaume d'Écosse avait été battu et capturé à Alnwick, ce qui entraîna l'effondrement de la rébellion en Angleterre. Henri II retourna alors en Normandie en août et il écrasa les forces françaises qui se préparaient à lancer un ultime assaut contre Rouen ; repoussé en France, Louis VII demanda des pourparlers de paix.

## Dernières années (1175-1189)

### Conséquences de la Grande Révolte

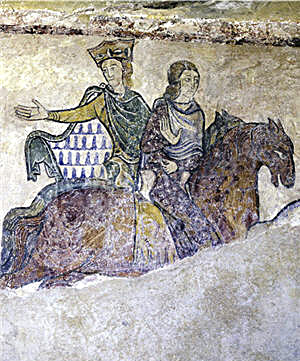
Fresque de la chapelle Sainte-Radegonde de Chinon (fin du). Représentation possible d'Aliénor et sa fille Jeanne en 1174.

Peu après la fin des combats, Henri II organisa des négociations à Montlouis et présenta des conditions relativement clémentes correspondant à un retour au statu quo. Henri le Jeune et son père promirent de ne pas se venger sur les partisans de l'autre ; le premier accepta le transfert des châteaux à son frère Jean mais en échange de deux forteresses normandes et de 15 000 livres angevines. De leur côté, Richard et Geoffroy obtinrent la moitié des revenus tirés respectivement de l'Aquitaine et de la Bretagne,. La reine fut maintenue en captivité pendant plus de quinze ans, « par crainte d'une nouvelle conspiration » indique Geoffroy de Vigeois. Aliénor, d'abord placée sous bonne garde au château de Chinon fut ramenée en Angleterre en juillet 1174,  et fut maintenue en résidence très surveillée dans la tour Old Sarum et à Winchester, ainsi que dans divers autres châteaux, jusqu'à la mort d'Henri, en 1189,,,. Les barons rebelles furent brièvement emprisonnés et durent parfois payer une amende mais ils récupérèrent leurs titres et leurs propriétés. Henri II fut en revanche moins généreux avec Guillaume d'Écosse qui ne fut libéré qu'après avoir accepté le traité de Falaise de décembre 1174 par lequel il reconnaissait la suzeraineté du roi anglais et cédait cinq forteresses stratégiques sur la frontière. Philippe de Flandre proclama sa neutralité envers le roi anglais en échange de quoi ce dernier lui apporta un soutien financier régulier.
Pour ses contemporains, Henri II paraissait plus puissant que jamais ; de nombreux souverains européens cherchèrent à s'allier avec lui et il fut convié à arbitrer des disputes en Espagne et en Allemagne,. Malgré cette apparente puissance, il essaya de résoudre les éléments qui avaient provoqué la révolte ; il entreprit d'accroître la justice royale en Angleterre pour réaffirmer son autorité et il passa du temps en Normandie pour améliorer ses relations avec les barons locaux,. Il fit également appel au culte grandissant voué à Becket pour renforcer son prestige en invoquant le saint pour expliquer sa victoire de 1174 et la capture de Guillaume d'Écosse.
La paix de 1174 ne fit cependant rien pour régler les tensions persistantes entre Henri II et Louis VII et ces dernières ressurgirent à la fin de la décennie puisque les deux s'affrontèrent pour le contrôle de la riche province du Berry. Henri II revendiquait l'Ouest du territoire mais il annonça en 1176 qu'il avait accepté en 1169 de céder toute la province à Adèle, la fiancée de Richard. Si Louis VII reconnaissait cet accord, cela signifiait que le Berry appartenait effectivement à Henri II et que ce dernier avait le droit de l'occuper pour le compte de son fils. Pour faire pression sur son rival, le roi anglais mobilisa son armée. Le pape intervint et, comme l'avait probablement anticipé Henri II, encouragea les deux rois à signer un pacte de non-agression en septembre 1177 et à partir ensemble en croisade. Le contrôle de l'Auvergne et de portions du Berry fut décidé par un arbitrage qui se prononça en faveur du roi anglais, qui exploita ce succès en achetant La Marche à un comte local. Cette nouvelle expansion de l'Empire Plantagenêt menaçait à nouveau la sécurité du roi de France et la nouvelle paix semblait encore une fois très précaire.

### Tensions familiales

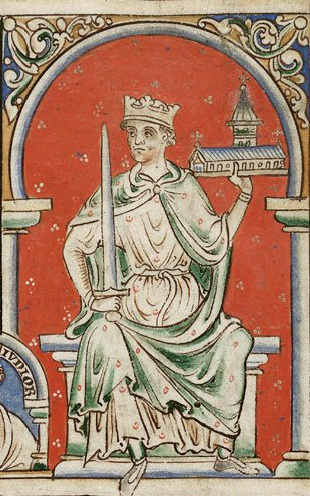
Richard, extrait d'une miniature de lHistoria Anglorum de Matthieu Paris, vers 1250-1255.

À la fin des années 1170, Henri II s'efforça de stabiliser le gouvernement en s'appuyant notamment sur sa famille mais les tensions concernant sa succession ne furent jamais résolues. Ayant finalement écrasé les derniers rebelles de la Grande Révolte, Richard fut reconnu par son père comme duc d'Aquitaine en 1179. Deux ans plus tard, Geoffroy épousa Constance et devint duc de Bretagne,. Jean avait accompagné son père durant la Grande Révolte et beaucoup d'observateurs le considéraient comme son fils préféré. Henri II lui accorda de plus en plus en terres, souvent aux dépens de l'aristocratie, et en 1177, il le fit seigneur d'Irlande. Dans le même temps, Henri le Jeune passa la fin de la décennie à voyager en Europe où il participa à des tournois et ne joua qu'un rôle secondaire dans l'administration de son père.
Mécontent de ce manque d'influence et de pouvoir, Henri le Jeune réitéra ses précédentes demandes en 1182 : il voulait que lui soient octroyées des terres comme le duché de Normandie dont les revenus lui permettraient de financer sa cour. Henri II refusa mais accepta d'accroître la pension de son fils. Cela n'était pas suffisant pour ce dernier et le roi tenta d'apaiser les tensions en insistant pour que Richard et Geoffroy rendent hommage à leur frère pour leurs terres. Richard estimait qu'Henri le Jeune n'avait aucun droit sur l'Aquitaine et il commença par refuser de reconnaître sa vassalité ; quand il le fit sous la pression de son père, son frère refusa de l'accepter. Henri le Jeune forma une alliance avec des barons aquitains mécontents et avec Geoffroy, qui leva une armée de mercenaires pour attaquer le Poitou. La guerre éclata en 1183 et Henri II et Richard firent campagne en Aquitaine. La révolte s'évanouit néanmoins soudainement quand Henri le Jeune mourut de la dysenterie en 1183.
Son fils aîné étant mort, Henri II modifia les conditions de sa succession : Richard deviendrait roi d'Angleterre mais il n'aurait aucun pouvoir jusqu'à la mort de son père ; Geoffroy conserverait la Bretagne qu'il avait obtenue par mariage et Jean, son fils préféré, obtiendrait le duché d'Aquitaine. Richard refusa néanmoins d'abandonner le duché auquel il s'était attaché car il n'avait aucune envie de devenir un roi d'Angleterre subalterne sans pouvoir,. Furieux, Henri II ordonna à Geoffroy et à Jean de marcher vers le sud pour reprendre le duché par la force. La guerre fut courte et elle se termina par une difficile réconciliation familiale à Westminster à la fin de l'année 1184,. L'année suivante, Henri II fit venir Aliénor en Normandie pour obliger Richard à lui obéir, tout en menaçant de céder la Normandie et peut-être l'Angleterre à Geoffroy,. Richard capitula devant cette menace et il céda les châteaux ducaux en Aquitaine à son père.
Dans le même temps, Jean entreprit une expédition en Irlande en 1185 dont l'issue fut peu glorieuse. L'île n'avait été que récemment conquise par les forces anglo-normandes et les tensions étaient fortes entre les représentants de la Couronne, les colons et les populations locales. Jean offensa les seigneurs locaux, échoua à se faire des alliés parmi les colons anglo-normands et subit plusieurs revers militaires face aux Irlandais ; il retourna finalement en Angleterre moins d'un an après son arrivée. En 1186, Henri II était sur le point de le renvoyer sur l'île quand il apprit que Geoffroy avait été tué lors d'un tournoi à Paris, laissant derrière lui deux jeunes enfants. Cet incident modifia à nouveau l'équilibre des forces entre le roi et ses fils.

### PhilippeIIde France

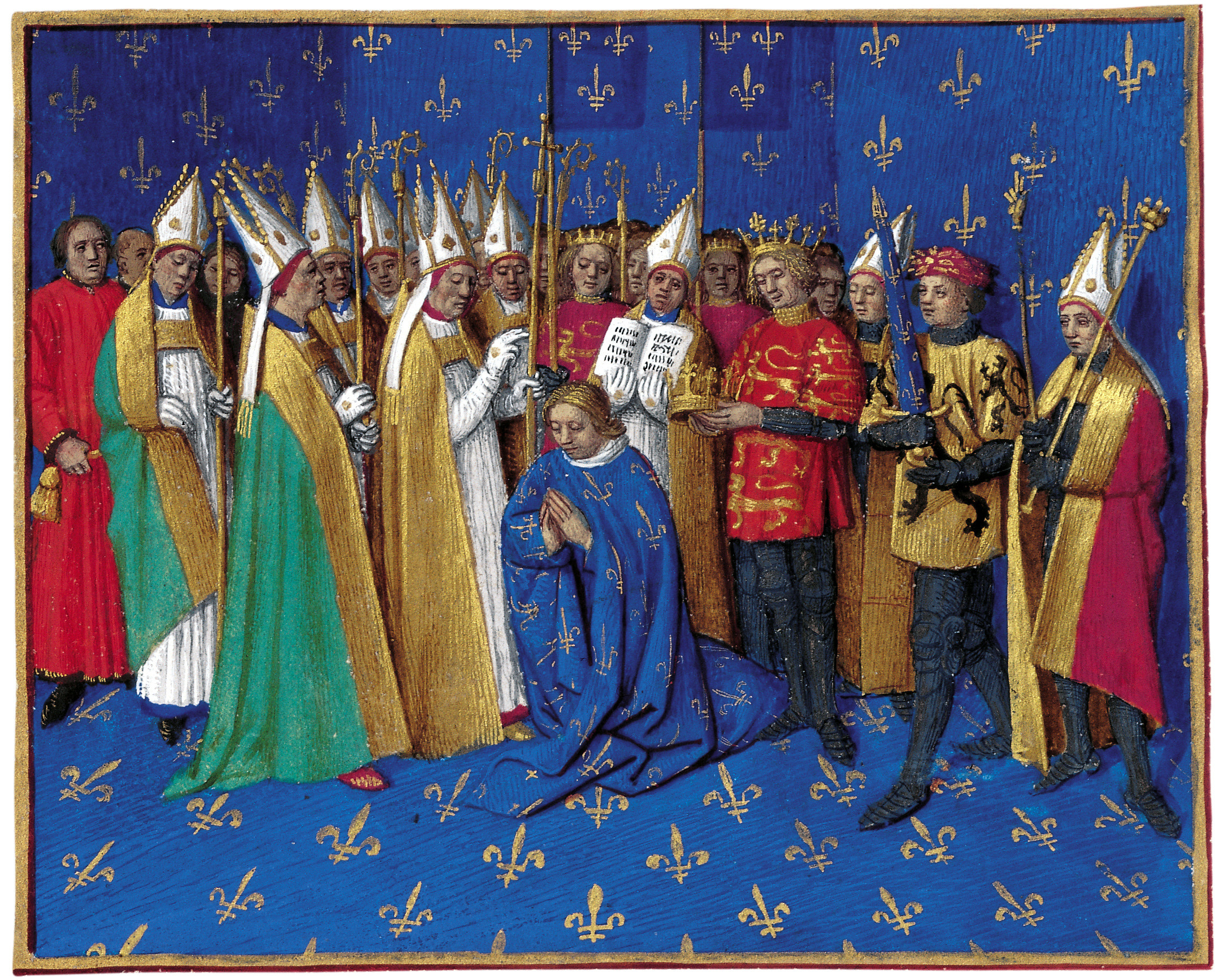
Couronnement de Philippe-Auguste en 1179 : le roi d'Angleterre (duc de Normandie et d'Aquitaine) et le comte de Flandre, debout derrière le roi agenouillé, sont reconnaissables à leurs tabards armoriés. À l'arrière-plan, de part et d'autre de l'évêque tenant un livre ouvert, les deux fils d'Henri portent le même tabard que leur père mais une couronne plus petite. (Enluminure de Jean Fouquet, XVe siècle).

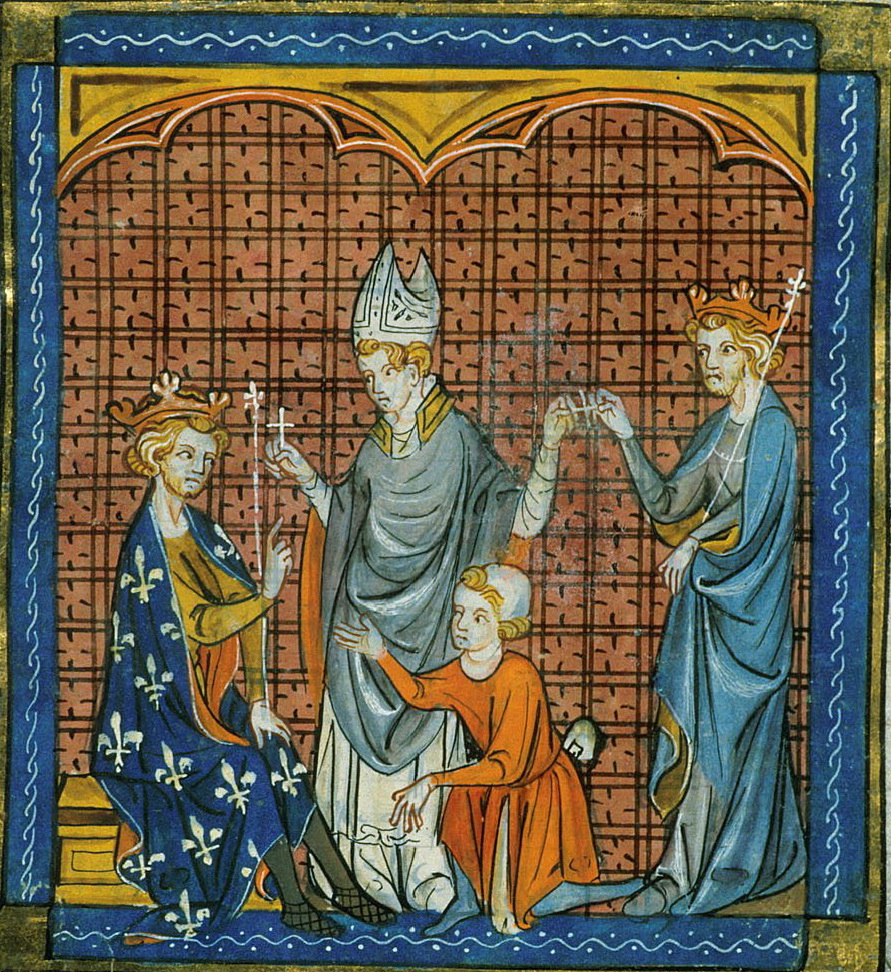
(à droite) et Philippe II Auguste prenant la croix pour la troisième croisade. Miniature d'un manuscrit des Grandes Chroniques de France, vers 1332-1350.

Si Henri II avait une grande affection pour son fils cadet Jean, ses relations avec Richard étaient difficiles et ces tensions furent exploitées par le nouveau roi Philippe II de France. Ce dernier avait accédé au pouvoir en 1180 et avait rapidement montré qu'il était un souverain calculateur et manipulateur. Henri II et Philippe avaient initialement entretenu de bonnes relations, au point que cela coûta au roi de France le soutien des comtes de Flandre et de Champagne,. La mort de Geoffroy, que Philippe II considérait comme un ami proche et aurait bien vu en successeur d'Henri II, provoqua néanmoins une rupture entre les deux souverains,. En 1183, Henri se sentant menacé par Philippe Auguste sépare le Vexin normand du Vexin français par une ligne d'ouvrages au sud de Gisors, le long de l'Epte : Neaufles, Dangu, Châteauneuf-sur-Epte.
En 1186, Philippe II demanda la garde des enfants de Geoffroy et donc la Bretagne, et il insista pour qu'Henri II ordonne à Richard de se retirer du comté de Toulouse où il était intervenu pour faire pression sur Raymond V, l'oncle du roi de France. En cas de refus, il menaça d'envahir la Normandie. Il souleva à nouveau la question du Vexin qui formait l'ancienne dot de Marguerite ; Henri II occupait encore la région et Philippe II exigea que le roi anglais finalise le mariage entre Richard et Alix ou rende cette dot. Philippe II envahit le Berry et Henri II rassembla une grande armée pour l'affronter à Châteauroux, mais le pape négocia une trêve. Durant les négociations, le roi de France suggéra à Richard de s'allier avec lui contre Henri II dans une manœuvre pour opposer le fils au père,.
L'offre de Philippe coïncida avec une crise au Levant car le sultan Saladin s'empara de Jérusalem en 1187, provoquant des appels à la croisade dans toute l'Europe. Richard était enthousiaste et il annonça son intention de rejoindre l'expédition ; Philippe II et Henri II firent de même au début de l'année 1188. Richard voulait partir immédiatement mais il fut contraint d'attendre que son père prépare son absence. Dans l'intervalle, il entreprit d'écraser ses adversaires en Aquitaine avant d'attaquer à nouveau le comte de Toulouse en 1188. Sa campagne sapa la fragile trêve entre Henri II et Philippe II, et les deux commencèrent à mobiliser d'importantes forces en prévision de la guerre à venir. Le premier rejeta les demandes de trêve du roi de France dans l'espoir d'obtenir un accord de paix durable. Philippe refusa et Richard, furieux, considéra que son père voulait simplement retarder le départ de la croisade.

### Mort

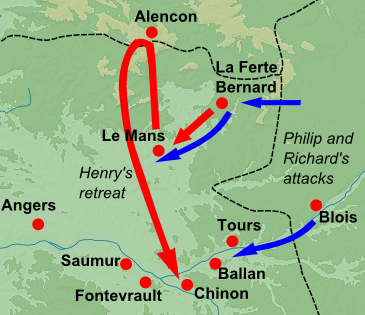
Carte de la dernière campagne d' en 1189.

La rupture entre Henri II et Richard fut finalement consommée lors d'une conférence de paix organisée en novembre 1188 par Philippe II. Ce dernier offrit publiquement une généreuse proposition de paix par laquelle il cédait divers territoires, en échange de quoi le roi anglais acceptait le mariage de Richard et d'Alix et reconnaissait son fils comme héritier. Le refus d'Henri II poussa son fils à se lever et à prendre la parole pour lui demander de le reconnaître comme son héritier. Le roi restant silencieux, Richard rejoignit ostensiblement le côté français et rendit hommage à Philippe devant tous les nobles rassemblés.
Le pape intervint à nouveau et obtint un accord de dernière minute qui entraîna le début d'une nouvelle conférence à La Ferté-Bernard en 1189. Henri II souffrait alors d'une hémorragie digestive provoquée par un ulcère,. Les discussions achoppèrent rapidement, même si Henri II aurait proposé à Philippe II de marier Alix à Jean au lieu de Richard, ce qui reflétait les rumeurs selon lesquelles le roi envisageait ouvertement de déshériter son fils. La rupture des négociations signifiait que la guerre était inévitable, mais Richard et Philippe II lancèrent une attaque surprise immédiatement après la fin de la conférence alors que cela était traditionnellement une période de trêve.
Henri II fut surpris au Mans mais parvint à rejoindre Alençon d'où il pourrait gagner la sécurité de la Normandie. Contre l'avis de ses conseillers, il décida cependant de faire demi-tour et de retourner en Anjou. Le temps était particulièrement chaud et le roi, de plus en plus souffrant, semble avoir voulu mourir paisiblement dans sa province natale plutôt que de mener une nouvelle campagne. Henri II évita les forces adverses sur son chemin et il s'effondra dans son château de Chinon. Philippe II et Richard progressèrent d'autant plus rapidement qu'il était évident que le roi était mourant et que ce dernier deviendrait roi. Ils proposèrent de négocier et rencontrèrent Henri II, à peine capable de se tenir sur son cheval, à Ballan. Ce dernier accepta une reddition totale : il rendait hommage à Philippe II ; il confiait Alix à un garant avant son mariage avec Richard à son retour de croisade ; il reconnaissait ce dernier comme son héritier et il acceptait le paiement d'indemnités à Philippe II et la cession de forteresses stratégiques en garantie.
Henri II était si souffrant qu'il dut être transporté en litière à Chinon, où il apprit que Jean s'était rallié à Philippe Auguste, aux côtés de Richard,. Cette ultime trahison lui porta un coup fatal et il fut saisi d'une forte fièvre, sombrant dans un coma intermittent. Il ne recouvra ses esprits que le temps de se confesser et il mourut le 6 juillet 1189 à l'âge de 56 ans, dans la chapelle Saint-Melaine de la forteresse, dont une plaque au sol, au nord du château du Milieu, marque l'emplacement et commémore l'évènement,. Des chroniqueurs ont rapporté la fin tragique du vieux roi. Prostré, il agonisa pendant de nombreuses heures. Puis courtisans et serviteurs, n'attendant guère, se mirent à le piller et à le dépouiller de ses bagues et même de son manteau, le laissant presque nu sur le sol. Mais certaines autres chroniques indiquent que Geoffroy, son seul fils à lui être demeuré fidèle, l'assista dans ses derniers instants, et reçut de lui l'anneau orné d'un léopard, symbole de son pouvoir royal. Henri avait souhaité un temps (testament de 1170) être inhumé à l'Abbaye de Grandmont dans le Limousin. Mais selon Guillaume de Newburgh, le roi ordonne sur son lit de mort, d'être enseveli à Fontevraud. Une « supposée » canicule ne saurait être la raison  de ce revirement. Guillaume le Maréchal, arrivé après le décès d'Henri, fait transporter le corps à l'abbaye de Fontevraud. Richard vint contempler la dépouille de son père, ne manifestant aucune émotion. Alors qu'il se recueillait, du sang s'écoula des narines du défunt,,.

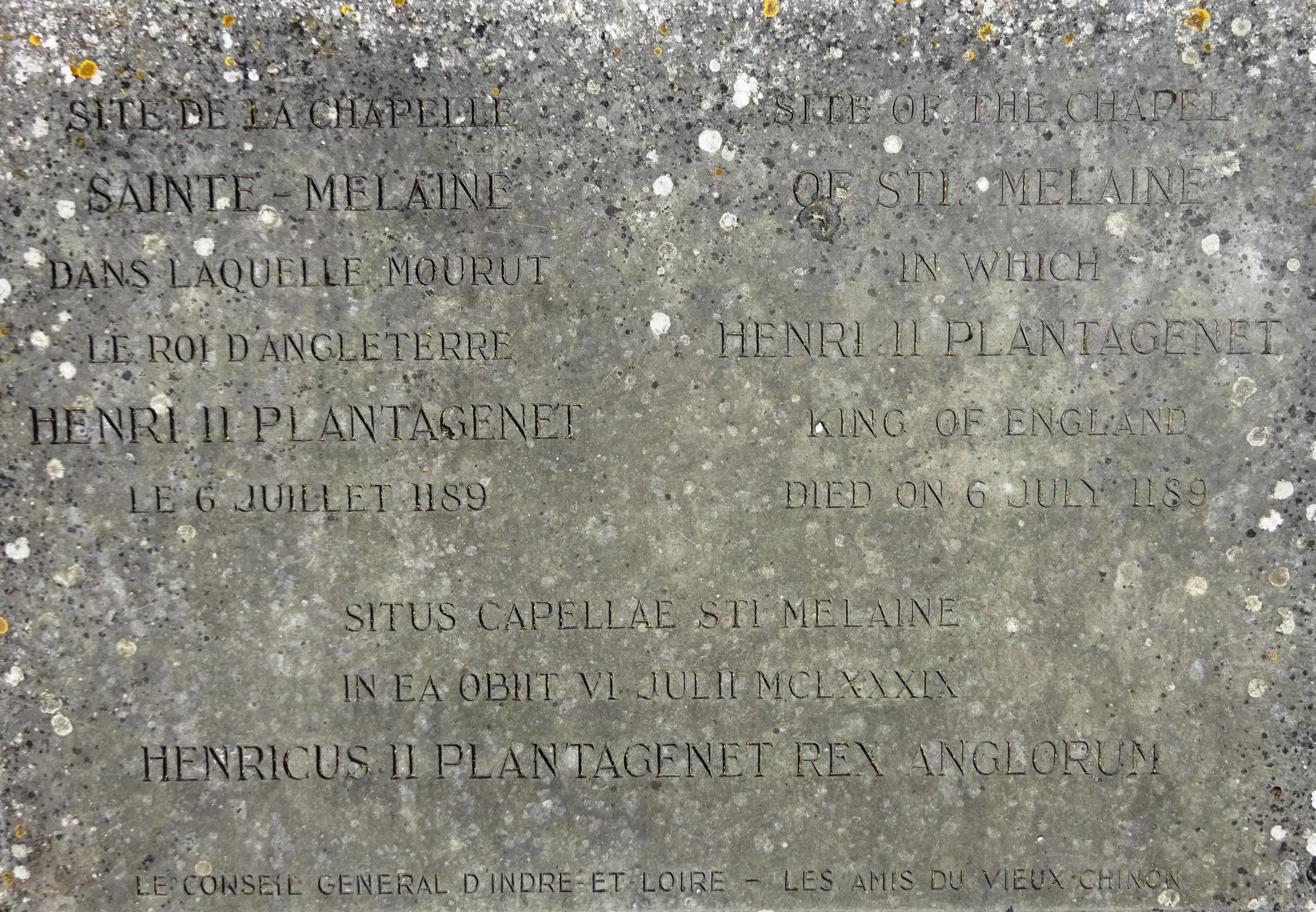
Forteresse de Chinon - Plaque au sol à l'emplacement de la chapelle Sainte [sic]-Melaine où est mort Henri II roi d'Angleterre.

## Héritage

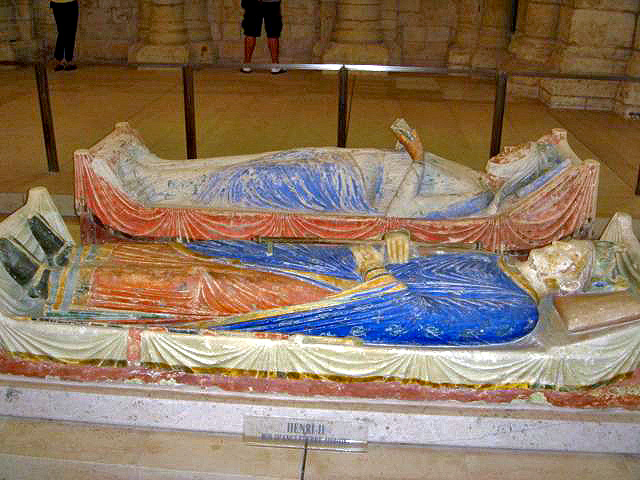
Tombe d' et d'Aliénor à l'abbaye Notre-Dame de Fontevraud.

Après la mort d'Henri II, Richard obtint les terres de son père ; il participa ensuite à la troisième croisade mais il ne respecta pas sa promesse d'épouser Aélis de France. Aliénor fut libérée et Richard lui confia alors le gouvernement du royaume et tous ses pouvoirs, lors de son départ pour la croisade. Il lui adjoignit en Angleterre un conseil de régence composé notamment de Guillaume de Longchamp et d'Hugues du Puiset,,,. L'Empire Plantagenêt ne survécut néanmoins pas longtemps à la disparition de son créateur et en 1204, Jean perdit toutes les provinces continentales, à l'exception de la Guyenne, au profit de Philippe II. Cet effondrement avait diverses causes dont des changements économiques, les différences culturelles grandissantes entre l'Angleterre et la Normandie, et surtout la fragile nature familiale de l'Empire d'Henri II,.
Henri II n'était pas un roi très populaire et peu pleurèrent sa mort. Écrivant dans les années 1190, William de Newburgh nota que « de son temps, il était haï par presque tout le monde » ; il était fréquemment critiqué par ses contemporains même ceux appartenant à sa cour,. Néanmoins, beaucoup de réformes adoptées par Henri II durant son règne eurent d'importantes conséquences à long terme. Les évolutions juridiques sont généralement considérées comme à la base du droit anglais, et la cour de l'Échiquier comme préfigurant la cour des plaids-communs de Westminster. Son système de juges itinérants influença ses contemporains et les baillis créés par Philippe II en sont directement inspirés.

### Historiographie
Henri II a fait l'objet de nombreuses études historiques. Au XVIIIe siècle, l'historien et philosophe David Hume écrivit que son règne joua un rôle majeur dans la création d'une monarchie véritablement anglaise et finalement, d'une Grande-Bretagne unifiée. Son rôle dans la controverse avec Becket fut salué par les historiens protestants de la période tandis que ses affrontements avec le roi de France étaient appréciés par les nationalistes. L'époque victorienne vit un regain d'intérêt pour la personnalité des figures historiques, et les historiens de l'époque critiquèrent vivement le comportement d'Henri II en tant que roi mais également en tant qu'époux et père. Son rôle dans la mort de Becket fit l'objet d'accusations particulièrement fortes. Malgré cela, et en s'appuyant sur les documents de l'époque, ils soulignèrent ses contributions au développement d'importantes institutions anglaises telles que la cour de l'Échiquier. William Stubbs le qualifia ainsi de « roi législateur » responsable de réformes profondes et durables,,. Influencés par la croissance de l'Empire britannique, des historiens comme Kate Norgate réalisèrent des recherches détaillées sur les possessions continentales d'Henri II et créèrent le concept d'« Empire Plantagenêt »,.
Les historiens du XXe siècle révisèrent beaucoup de ces conclusions. Dans les années 1950, Jacques Bousard et John Jolliffe, entre autres, se concentrèrent sur la nature de cet « Empire » ; les historiens français s'intéressèrent notamment au fonctionnement du pouvoir royal durant cette période. Les aspects anglocentrés de nombreuses études furent amendés à partir des années 1980 pour essayer d'unifier les analyses françaises et britanniques de la période. Des recherches approfondies sur les archives du XIIe siècle ont également permis d'invalider certaines analyses antérieures,,. Même si de nombreuses chartes royales ont été identifiées, l'interprétation de ces documents, des informations financières présentes dans les pipe rolls (en) et les données économiques de l'époque s'est révélée plus ardue que ce qui était précédemment estimé,. Ainsi, la nature du gouvernement d'Henri II en Anjou et dans le Sud de la France reste en grande partie inconnue.

### Culture populaire
Henri II apparaît dans les pièces Meurtre dans la cathédrale de T. S. Eliot en 1935 et de Becket ou l'Honneur de Dieu de Jean Anouilh en 1959. Cette dernière est adaptée au cinéma en 1964 dans laquelle Peter O'Toole joue le rôle d'Henri II,.
Henri II est le personnage central de The Lion in Winter (en), une pièce de James Goldman de 1966 qui présente une rencontre imaginaire à Chinon entre la famille du roi et Philippe II à l'occasion de Noël 1183. L'adaptation de 1968 avec Peter O'Toole reprenant le rôle du roi qu'il avait joué dans Becket aida à définir l'image populaire d'un souverain sacrilège, impétueux et déterminé même si ces traits de personnalité sont, de l'aveu même de Goldman, une invention. La pièce a été adaptée à la télévision en 2003 avec Patrick Stewart dans le rôle du roi anglais.
En 1978, la BBC crée, en co-production avec TF1, Télécip, Time Life Films (en), TV2 (it), et la SSR, La couronne du diable (en), feuilleton télévisé de 13 épisodes narrant la vie d'Henri II puis de ses héritiers Richard Cœur de Lion et Jean sans Terre.
Le souverain apparaît dans la bande dessinée Aliénor la légende noire d'Arnaud Delalande, Simona Mogavino et Carlos Gomez, publiée dans la collection Reines de sang aux Éditions Delcourt (2012-2017).

## Descendance
| Nom                      | Naissance         | Mort             | Notes |
| ------------------------ | ----------------- | ---------------- | --- |
| Geoffroy                 | 1152              | 12 décembre 1212 | fils illégitime |
| Guillaume                | 17 août 1153      | avril 1156       | |
| Henri le Jeune           | 28 février 1155   | 11 juin 1183     | Épouse Marguerite de France en 1160 ; aucun enfant                                                                                                 |
| Richard Cœur de Lion     | 8 septembre 1157  | 6 avril 1199     | Épouse Bérengère de Navarre en 1191 ; aucun enfant                                                                                                 |
| Mathilde                 | août 1156         | 28 juin 1189     | Épouse Henri XII de Bavière en 1168 ; cinq enfants                                                                                                 |
| Geoffroy                 | 23 septembre 1158 | 19 août 1186     | Épouse Constance de Bretagne en 1181 ; trois enfants                                                                                               |
| Aliénor                  | 13 octobre 1162   | 31 octobre 1214  | Épouse Alphonse VIII de Castille ; douze enfants                                                                                                   |
| Jeanne                   | octobre 1165      | 4 septembre 1199 | (a) Épouse Guillaume II de Sicile en 1177 ; un enfant (b) Épouse Raymond VI de Toulouse en 1196 ; trois enfants                                    |
| Jean sans Terre          | 24 décembre 1166  | 19 octobre 1216  | (a) Épouse Isabelle de Gloucester en 1189 ; aucun enfant (b) Épouse Isabelle d'Angoulême en 1200 ; cinq enfants dont le roi Henri III d'Angleterre |
| Guillaume de Longue-Épée | 1176              | 7 mars 1226      | fils illégitime |

## Sources imprimées
- Léopold Delisle, Recueil des actes de Henri II, roi d'Angleterre et duc de Normandie, concernant les provinces françaises et les affaires de France, Paris, Imprimerie nationale, 1927 (présentation en ligne, lire en ligne sur Gallica).

### Plantagenêts
- Dan Jones, Les Plantagenêts, Paris, Flammarion, 2015, 656 p.  (ISBN 2081365561).
- Fanny Madeline, Les Plantagenêts et leur empire : Construire un territoire politique, Rennes, Presses Universitaires de Rennes, coll. « Histoire », 2014, 368 p. (ISBN 978-2-7535-3494-0).
- Martin Aurell, L'Empire des Plantagenêt, 1154-1224, Paris, Éditions Perrin, coll. « Pour l'histoire », 2002, 406 p. (ISBN 2-262-01985-1, présentation en ligne), [présentation en ligne].
Réédition au format de poche : Martin Aurell, L'Empire des Plantagenêt, 1154-1224, Paris, Éditions Perrin, coll. « Tempus » (no 81), 2004, 406 p. (ISBN 2-262-02282-8).
- (en) Bernard S. Bachrach, « Henry II and the Angevin Tradition of Family Hostility », Albion : A Quarterly Journal Concerned with British Studies, vol. 16, no 2,‎ 1984 (JSTOR 4049284).
- Amaury Chauou, L'idéologie Plantagenêt : royauté arthurienne et monarchie politique dans l'espace Plantagenêt (XIIe – XIIIe siècles), Rennes, Presses Universitaires de Rennes, coll. « Histoire », 2001, IV-324 p. (ISBN 2-86847-583-3, présentation en ligne, lire en ligne), [présentation en ligne], [présentation en ligne].
- Amaury Chauou, Les Plantagenêts et leur cour, Paris, Presses Universitaires de France, 2019, 420 p. (ISBN 978-2-13-074976-9 et 2-13-074976-3).
- (en) David Crouch, The Normans : The History of a Dynasty, Londres, Hambledon, 2002, 362 p. (ISBN 978-1-85285-595-6, lire en ligne).
- (en) Judith A. Everard, Brittany and the Angevins : Province and Empire 1158-1203, Cambridge, Cambridge University Press, 2000, 264 p. (ISBN 978-0-521-66071-6, lire en ligne).
- Jean Favier, Les Plantagenêts : origines et destin d'un empire (XIe – XIVe siècles), Paris, Fayard, 2004, 960 p. (ISBN 2-213-62136-5).
- (en) John Gillingham, The Angevin Empire, Londres, Edward Arnold, 1984, 1re éd. (ISBN 0-7131-6249-X, présentation en ligne).

### Roi
- (en) Emilie Amt, The Accession of Henry II in England : Royal Government Restored, 1149-1159, Woodbridge, Boydell Press, 1993, 232 p. (ISBN 978-0-85115-348-3, présentation en ligne, lire en ligne).
- (en) Z. N. Brooke et C. N. L. Brooke, « Henry II, Duke of Normandy and Aquitaine », The English Historical Review, vol. 61, no 239,‎ 1946 (DOI 10.1093/ehr/lxi.ccxxxix.81, JSTOR 554838).
- (en) John D. Hosler, Henry II : A Medieval Soldier at War, 1147-1189, Leyde, Koninklijke Brill, 2007, 275 p. (ISBN 978-90-04-15724-8, lire en ligne). .
- (en) Reginald L. Poole, « Henry II, Duke of Normandy », The English Historical Review, vol. 42, no 168,‎ 1927 (DOI 10.1093/ehr/xlii.clxviii.569, JSTOR 552415).
- Christian Thévenot, Henri II Plantagenêt, Éditions Alan Sutton, 2003, 192 p. (ISBN 978-2-84253-838-5).
- (en) Nicholas Vincent et Christopher Harper-Bill, Henry II : New Interpretations, Woodbridge, Boydell Press, 2007, 403 p. (ISBN 978-1-84383-340-6, présentation en ligne). .
  - (en) Martin Allen, « Henry II and the English Coinage », dans Henry II : New Interpretations, Woodbridge, Boydell Press, 2007 (ISBN 978-1-84383-340-6), p. 257-277.
  - (en) Nick Barratt, « Finance and the Economy in the Reign of Henry II », dans Henry II : New Interpretations, Woodbridge, Boydell Press, 2007 (ISBN 978-1-84383-340-6), p. 242-256.
  - (en) Paul Brand, « Henry II and the Creation of the English Common Law », dans Henry II : New Interpretations, Woodbridge, Boydell Press, 2007 (ISBN 978-1-84383-340-6), p. 215-241.
  - (en) Jean Dunbabin, « Henry II and Louis VII », dans Henry II : New Interpretations, Woodbridge, Boydell Press, 2007 (ISBN 978-1-84383-340-6), p. 47-62.
  - (en) John Gillingham, « Doing Homage to the King of France », dans Henry II : New Interpretations, Woodbridge, Boydell Press, 2007 (ISBN 978-1-84383-340-6), p. 63-84.
  - (en) Edmund King, « The Accession of Henry II », dans Henry II : New Interpretations, Woodbridge, Boydell Press, 2007 (ISBN 978-1-84383-340-6), p. 24-46.
  - (en) Daniel Power, « Henry, Duke of the Normans (1149/50-1189) », dans Henry II : New Interpretations, Woodbridge, Boydell Press, 2007 (ISBN 978-1-84383-340-6), p. 85-128.
  - (en) Matthew Strickland, « On the Instruction of a Prince : The Upbringing of Henry, the Young King », dans Henry II : New Interpretations, Woodbridge, Boydell Press, 2007 (ISBN 978-1-84383-340-6), p. 184-214.
- (en) Wilfred L. Warren, Henry II, New Haven, Yale University Press, 2000, 700 p. (ISBN 978-0-300-08474-0, présentation en ligne, lire en ligne). .

### Règne
- (en) Bernard S. Bachrach, « The Idea of the Angevin Empire », Albion: A Quarterly Journal Concerned with British Studies, vol. 10, no 4,‎ 1978 (JSTOR 4048161). .
- (en) Bernard S. Bachrach, « Henry II and the Angevin Tradition of Family Hostility », Albion : A Quarterly Journal Concerned with British Studies, vol. 16, no 2,‎ été 1984, p. 111-130 (DOI 10.2307/4049284, JSTOR 4049284).
- Robert-Henri Bautier, Études sur la France capétienne : de Louis VI aux fils de Philippe le Bel, Ashborne, Variorum, coll. « Collected Studies Series » (no 359), 1992, X-322 p. (ISBN 0-86078-306-5, présentation en ligne), « Le traité d'Azay et la mort de Henri II Plantagenêt : un tournant dans la première guerre de Cent ans entre Capétiens et Plantagenêts (juillet 1189) », p. 11-35.
- Jacques Boussard, Le gouvernement d'Henri II Plantagenêt, Paris, Librairie d'Argences, coll. « Bibliothèque elzévirienne. Nouvelle série. Études et documents », 1956, LXVIII-687 p. (OCLC 489829937, présentation en ligne).
- Jacques Boussard, « Les mercenaires au XIIe siècle : Henri II Plantegenet et les origines de l'armée de métier », Bibliothèque de l'école des chartes, Paris, Librairie Henri Didier, no 106 – 2e livraison,‎ 1946, p. 189-224 (lire en ligne).
- Jacques Boussard, « Trois actes d'Henri Plantegenêt relatifs à ses possessions françaises », Bibliothèque de l'école des chartes, Paris, Librairie Marcel Didier, no 118,‎ 1960, p. 51-57 (lire en ligne).
- (en) Jim Bradbury, Stephen and Matilda : the Civil War of 1139-53, Stroud, The History Press, 2009, 262 p. (ISBN 978-0-7509-3793-1).
- Favreau Robert, « L'épitaphe de Henri II Plantagenêt à Fontevraud », Cahiers de civilisation médiévale, Poitiers, Université de Poitiers, Centre d'études supérieures de civilisation médiévale, vol. 50, no 118,‎ janvier-mars 2007, p. 51-57 (ISSN 0007-9731, lire en ligne).
- (en) John Gillingham, « The Cultivation of History, Legend and Courtesy at the Court of Henry II », dans Writers in the Reign of Henry II, Londres, Palgrave Macmillan, 2007 (ISBN 978-1-4039-6644-5).
- (en) Thomas M. Jones, « The Generation Gap of 1173-74 : The War Between the Two Henrys », Albion: A Quarterly Journal Concerned with British Studies, vol. 5, no 1,‎ 1973 (JSTOR 4048355).
- Matthieu Paris (trad. du latin par A. Huillard-Bréholles et Éric de Bussac), La grande chronique d'Henri II Plantagenêt (1154-1189), Clermont-Ferrand, Éditions Paléo, 2011, 293 p. (ISBN 978-2-84909-700-7).
- (en) John H. Round, « Danegeld and the Finance of Domesday », dans Domesday Studies, Londres, Longmans, Green, and Company, 1888 (OCLC 25186487).
- Egbert Türk, « Nugae curialium » : le règne d'Henri II Plantagenêt (1145-1189) et l'éthique politique, Genève / Paris, Librairie Droz / Honoré Champion, coll. « Publications du Centre de recherches d'histoire et de philologie de la IVQ Section de l'École pratique des hautes études / Hautes études médiévales et modernes » (no 5 / 28), 1977, XVIII-233 p. (présentation en ligne), [présentation en ligne].
- (en) Graeme J. White, Restoration and Reform, 1153-1165 : Recovery From Civil War in England, Cambridge, Cambridge University Press, 2000, 270 p. (ISBN 978-0-521-55459-6, lire en ligne).

### Religion
- (en) Frank Barlow, « The English, Norman and French Councils Called to Deal with the Papal Schism of 1159 », The English Historical Review, vol. 51, no 202,‎ 1936 (DOI 10.1093/ehr/li.ccii.264, JSTOR 553521).
- (en) Marcus Bull, « Criticism of Henry II's Expedition to Ireland in William of Canterbury's Miracles of St Thomas Becket », Journal of Medieval History, vol. 33,‎ 2007 (DOI 10.1016/j.jmedhist.2007.04.001).
- Raymonde Foreville, L'Église et la royauté en Angleterre sous Henri II Plantagenet, 1154-1189, Bloud & Gay, 1943 (ASIN B00183NKPA, présentation en ligne).
- (en) Amanda A. Martinson, The Monastic Patronage of King Henry II in England, 1154-1189, St Andrews, Université de St Andrews, 2007 (lire en ligne).
- (en) Jörg Peltzer, « Henry II and the Norman Bishops », The English Historical Review, vol. 114, no 484,‎ 2004 (DOI 10.1093/ehr/119.484.1202).

### Thomas Becket
- (en) James W. Alexander, « The Becket Controversy in Recent Historiography », The Journal of British Studies, vol. 9, no 2,‎ 1970 (DOI 10.1086/385589, JSTOR 175153).
- Pierre Aubé, Thomas Becket, Paris, Fayard, 1988, 360 p. (ISBN 2-213-02094-9, présentation en ligne).
- (en) Frank Barlow, Thomas Becket, Londres, Weidenfeld and Nicholson, 1986 (ISBN 978-0-297-79189-8, lire en ligne).
- (en) Charles Duggan, « The Becket Dispute and the Criminous Clerks », Bulletin of the Institute for Historical Research, vol. 35, no 91,‎ 1962 (DOI 10.1111/j.1468-2281.1962.tb01411.x).
- (en) Subha Tiwawi et Maneesha Tiwawi, The Plays of T.S. Eliot, New Delhi, Atlantic, 2007, 198 p. (ISBN 978-81-269-0649-9, lire en ligne).

### Étienne de Blois
- (en) Charles Coulson, « The Castles of the Anarchy », dans The Anarchy of King Stephen's Reign, Oxford, Clarendon Press, 1994 (ISBN 0-19-820364-0).
- (en) Ralph Henry Carless Davis, King Stephen, Londres, Longman, 1977, 1re éd., 162 p. (ISBN 0-582-48727-7, lire en ligne).
- (en) J. C. Holt, « 1153 : The Treaty of Westminster », dans The Anarchy of King Stephen's Reign, Oxford, Clarendon Press, 1994 (ISBN 0-19-820364-0).
- (en) Edmund King, King Stephen, New Haven, Yale University Press, 2010, 382 p. (ISBN 978-0-300-11223-8).
- (en) Keith J. Stringer, The Reign of Stephen : Kingship, Warfare and Government in Twelfth-Century England, Londres, Routledge, 1993, 93 p. (ISBN 978-0-415-01415-1).

### Autres travaux
- Jean Flori, Aliénor d'Aquitaine, La reine Insoumise, Paris, Payot, 2004, 545 p. (ISBN 2-228-89829-5).
- Martin Aurell, Aliénor d'Aquitaine, Souveraine femme, Paris, Flammarion, 2024, 503 p. (ISBN 978-2-0804-6324-1)
- (en) Marjorie Chibnall, The Empress Matilda, Oxford, Blackwell, 1993, 252 p. (ISBN 978-0-631-19028-8), « Queen Consort, Queen Mother and Lady of the English ».
- (en) Jane Martindale, « Eleanor of Aquitaine : The Last Years », dans King John: New Interpretations, Woodbridge, Boydell Press, 1999 (ISBN 978-0-85115-947-8, lire en ligne).
- (en) Ralph Turner, Eleanor of Aquitaine : Queen of France, Queen of England, New Haven, Yale University Press, 2011, 395 p. (ISBN 978-0-300-17820-3).
- (en) Ralph Turner, King John : England's Evil King?, Stroud, History Press, 2009, 240 p. (ISBN 978-0-7524-4850-3).
- (en) Wilfred L. Warren, King John, Londres, Methuen, 1991 (ISBN 0-413-45520-3).